# كولومبيا
كولومبيا (رسميًا: جمهورية كولومبيا (بالإسبانية: República de Colombia)) أو كُلُمبِية أو كُلُمبيا هي جمهورية دستورية تتكون من 32 إدارة لا مركزية، تقع معظمها في الجزء الشمالي الغربي من قارة أمريكا الجنوبية مع مناطق جزرية في أمريكا الشمالية. يحدها من الشمال البحر الكاريبي ومن الشرق والشمال الشرقي فنزويلا والبرازيل من الجنوب الشرقي ومن الجنوب والجنوب الغربي بيرو والإكوادور ومن الشمال الغربي بنما ومن الغرب المحيط الهادي وهي الدولة الوحيدة في أمريكا الجنوبية التي تملك سواحل على المحيط الهادئ والبحر الكاريبي. تضم كولومبيا عدة جزر وأرخبيل سان أندريس وبروفيدنسيا. بيئياً، كولومبيا واحدة من أكثر 17 دولة تنوعاً في عدد الكائنات الحية التي تؤويها، وتعدّ الأكثر من حيث عدد الكائنات الحية لكل وحدة مساحة في العالم.
المناطق التي تعرف الآن بكولومبيا كانت مأهولة بسكانها الأصليين، ومنهم شعب المويسكا والكيمبايا وتايرونا. وصل الإسبان عام 1499 وبدأوا حملة من الغزو والاستعمار أدت في النهاية إلى إنشاء غرناطة (أو غرينادا) الجديدة والتي تتبع التاج الإسباني (بالإسبانية: Virreinato de Nueva Granada)، وعاصمتها بوغوتا. حصلت على الاستقلال من إسبانيا عام 1819، ولكن مع حلول عام 1830 كانت كولومبيا الكبرى قد انهارت بانفصال فنزويلا والإكوادور. ما يعرف الآن بكولومبيا وبنما كوّنت جمهورية غرناطة الجديدة (أو جرانادا). عام 1858 جربت الدولة الجديدة الفدرالية فأصبحت تعرف باتحاد جرينادين الكونفدرالي، وبعدها بولايات كولومبيا المتحدة عام 1863، حتى تم إعلان جمهورية كولومبيا عام  1886 وانفصال بنما عام 1903.
كولومبيا كانت أول حكومة دستورية في أمريكا الجنوبية، ومروجاً مهماً لمنظمة البلدان الأمريكية، في البداية عن طريق كونغرس بنما ولاحقاً كمؤسس منظمة الدول الأمريكية. كولومبيا كانت قد دخلت في حرب لمدة عام مع البيرو بسبب نزاع إقليمي ودخلت الحرب الكورية كحليف لكوريا الجنوبية. منذ ستينيات القرن العشرين، عانت الدولة من نزاح مسلح غير متناظر ومنخفض الشدة. تصاعد النزاع في التسعينيات، لكنه تراجع بشكل ملحوظ منذ بداية عام 2000.
تعدّ كولومبيا من القوى الوسطى وهي ثالث أكبر اقتصاد في أمريكا الجنوبية، وعضو في مجموعة سيفيتس (بالإنجليزية: CIVETS) التي تتكون من الستة أسواق الناشئة الأكثر ريادة. صناعاتها الأساسية تتضمن الصناعات الغذائية والمنسوجات والألبسة والأحذية والكيماويات والمشروبات والإسمنت والبن وقصب السكر وبذورالزيتوالزهور ومنتجات زراعية أخرى ومنتجات الغابات والمنتجات السمكية المصنعة والزمرد والبلاستيك والسبائك الحديدية والفحم والذهب والنفط والنيكل والأعمال المصرفية والخدمات المالية.

## أصل التسمية
اشتق اسم كولومبيا (بالإسبانية: Colombia) من الاسم العائلي للمستكشف الجنوي كريستوفر كولومبوس (بالإيطالية: Cristoforo Colombo)، وقد اخترعه القائد الثوري الفنزويلي فرنسيسكو ميراندا ليستخدمه للدلالة على العالم الجديد في نصف الكرة الغربي، خصوصاً ما كان يقع تحت الحكمين الاستعماريين الإسباني والبرتغالي. اعتمد الاسم لاحقاً من قبل جمهورية كولومبيا عام 1819 تكريماً لكريستوفر كولومبوس، والتي تكونت آنذاك من أراضي غرناطة الجديدة التي كانت تتبع التاج الإسباني (ما يعرف الآن بـ: كولومبيا، وبنما، وفنزويلا، والإكوادور، وشمال غرب البرازيل).
عندما انفصلت فنزويلا والإكوادور؛ كونت منطقة كونديناماركا (بالإسبانية: Cundinamarca) التي تبقت دولة جديدة عرفت بـ«جمهورية غرناطة الجديدة». عام 1858، قامت الجمهورية بتغيير اسمها رسمياً إلى الكونفدرالية الغرناطية، وبعدها في عام 1863 إلى ولايات كولومبيا المتحدة، إلى أن اعتمد أخيراً اسم جمهورية كولومبيا عام 1886.

## التاريخ

### عصر ما قبل كولومبس
نظراً لموقعها الجغرافي، كانت الأراضي الحالية لكولومبيا ممراً من السكان بين أمريكا الوسطى (بالإسبانية: Mesoamérica) ومنطقة البحر الكاريبي والأنديز والأمازون. أقدم المكتشفات الأثرية هي من مواقع في مونسو (Monsú) وبوبينزا (Pubenza) والتي يعود تاريخها إلى حوالي 20,000 قبل الميلاد. بقايا أخرى أيضاً تشير إلى وجود احتلال في وقت مبكر في مناطق مثل إل أبرا (El Abra) الواقعة بين توكانسيبا (Tocancipá) وسيباكيرا (Zipaquirá)، وتيكينداما (Tequendama) في (Cundinamarca). هذه المواقع تتوافق مع فترة هنود باليو. كما تم العثور على آثار من العصر القديم في منطقة بويرتو أورميغا (Puerto Hormiga) ومن ضمنها أقدم آثار فخارية اكتشفت في أمريكا والتي يعود تاريخها إلى حوالي 3000 قبل الميلاد.
حوالي 10,000 قبل الميلاد، كانت الأراضي التي تكون كولومبيا الحديثة مأهولة بالسكان الأصليين ومن ضمنهم المويسكا والكيمبايا وتايرونا. عاشت المجتمعات البدائية قرب بوغوتا في الوقت الحاضر (في إل أبرا ووتيكينداما) وتاجرت مع بعضها البعض ومع الحضارات التي عاشت في وادي نهر ماجدالينا. في بداية الألفية الأولى قبل الميلاد، طوّرت مجموعات من الهنود الحمر نظام «زعماء القبائل» مع هيكل هرمي للسلطة بقيادة زعيم القبيلة. سكن شعب المويسكا بشكل رئيسي المنطقة لما يكون الآن إدارتي بوياكا وهضبة كونديناماركا المرتفعة. كانوا يزرعون الذرة والبطاطا والكينوا والقطن، كما تاجروا بحلي الذهب والزمرد والأغطية والخزف اليدوي، والكوكا والملح مع الشعوب المجاورة. سكن شعب تايرونا شمالي كولومبيا في سلسلة جبال سييرا نيفادا التابعة لسلسلة جبال الأنديز.

### الحكم الإسباني

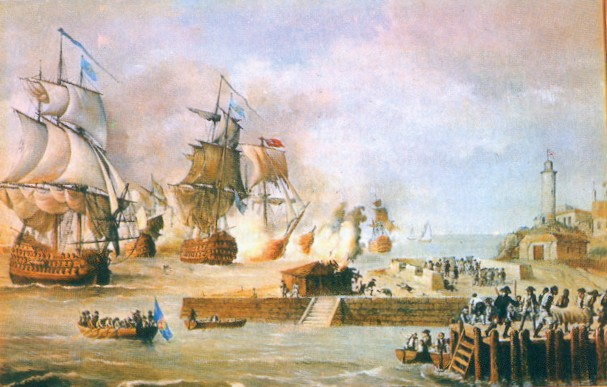
هجوم الجيش البريطاني بقيادة نائب الأدميرال إدوارد فيرنون على كارتاخينا دي إندياس. المعركة أدت إلى هزيمة كبيرة للقوات البحرية البريطانية وبحرية الجيش خلال حرب أذن جنكينز.

قام المستكشفون الإسبان بقيادة رودريغو دي باستيداس بأول |رحلة استكشافية لسواحل البحر الكاريبي عام 1500. أبحر كريستوفر كولومبس بالقرب من البحر الكاريبي عام 1502. في عام 1508 بدأ فاسكو نونيز دي بالباو بالاستيلاء على الأراضي عن طريق منطقة أورابا. وفي عام 1513 كان أول أوروبي يرى المحيط الهادئ والذي أطلق عليه Mar del Sur (أو «بحر الجنوب») والذي سيجلب الإسبان إلى البيرو وتشيلي.
وصل ألونسو دي أوخيدا شبه جزيرة جواخيرا عام 1500. أُُسست سانتا مارتا عام 1525 وقرطاجنة عام 1533. في عام 1535، قاد غونزالو خيمينيز دي كيسادا رحلة استكشافية إلى المناطق الداخلية، وأسس «مدينة غرناطة الجديدة»، الاسم الذي سرعان ما تغير إلى «سانتا فيه». رحلتان أخريان جديرتان بالذكر قام بها الإسبان في الداخل حدثتا في نفس الفترة. حيث قام سيباستيان دي بلالكزار «فاتح كيتو» بالسفر إلى الشمال، حيث أسس مدينة كالي عام 1536، وبوبايان عام 1537؛ كما عبر نيكولاس فيدرمان منطقة يانوس أرينتاليس وتوجه إلى شرق الأنديز.
شهدت شعوب منطقة الكاريبي، السكان الأصليون لكولومبيا، انخفاضاً في عدد السكان نتيجة للغزو الإسباني، وكذلك الأمراض التي حملها الأوروبيين معهم كالجدري، الذي لم يكن لديهم مناعة منه. في القرن السادس عشر، بدأ الأوروبيين بجلب العبيد من إفريقيا.
استقر الإسبان على طول الساحل الشمالي لكولومبيا الحديثة منذ القرن السادس عشر، ولكن أول مستوطنة دائمة لهم في سانتا مارتا لم تكن قد أنشئت بعد حتى عام 1525. في عام 1549، عينت مؤسسة الجمهور في سانتا فيه دي بوغوتا تلك المدينة عاصمة لغرناطة الجديدة، والتي ضمّ جزء كبير منها ما هو الآن مناطق لكولومبيا.
قام التاج الإسباني ببيع الممتلكات للحكام والغزاة وذريتهم خوفاً من هجر الأراضي. أُدخل العبيد كعمالة. كما تم إنشاء محميات هندية لحماية السكان الأصليين الذين هلك قسم كبير منهم. تم التوطين بالسماح للمزارعين وعائلاتهم الذين أتوا من إسبانيا بالاستيطان. وبهذا بدأت الفترة الاستعمارية. حَكم غرناطة الجديدة الجمهور الملكي لسانتا فيه دي بوغوتا، باستثناء القرارات الهامة حيث كانت تصل المستعمرة من إسبانيا عن طريق مجلس الإنديز.
صادق المرسوم الملكي عام 1713 على شرعية بالينكو دي سان باسيليو، التي أسسها العبيد الهاربون في القرن الخامس عشر. كان العبيد قد فروا ولجأوا إلى غابات الساحل الكاريبي. لم تطق القوات الإسبانية لحاقهم فتركوهم، متيحين بذلك الفرصة لظهور أول منطقة حرة في الأمريكيتين. كان قائدها الرئيسي بينكوس بايوهو، المولود في بايوهو، غينيا بيساو، غرب أفريقيا. أعلنت منظمة اليونسكو بالينكو دي سان باسيليو عام 2005 تحفة من التراث الشفهي وغير المادي للبشرية.

### الاستقلال

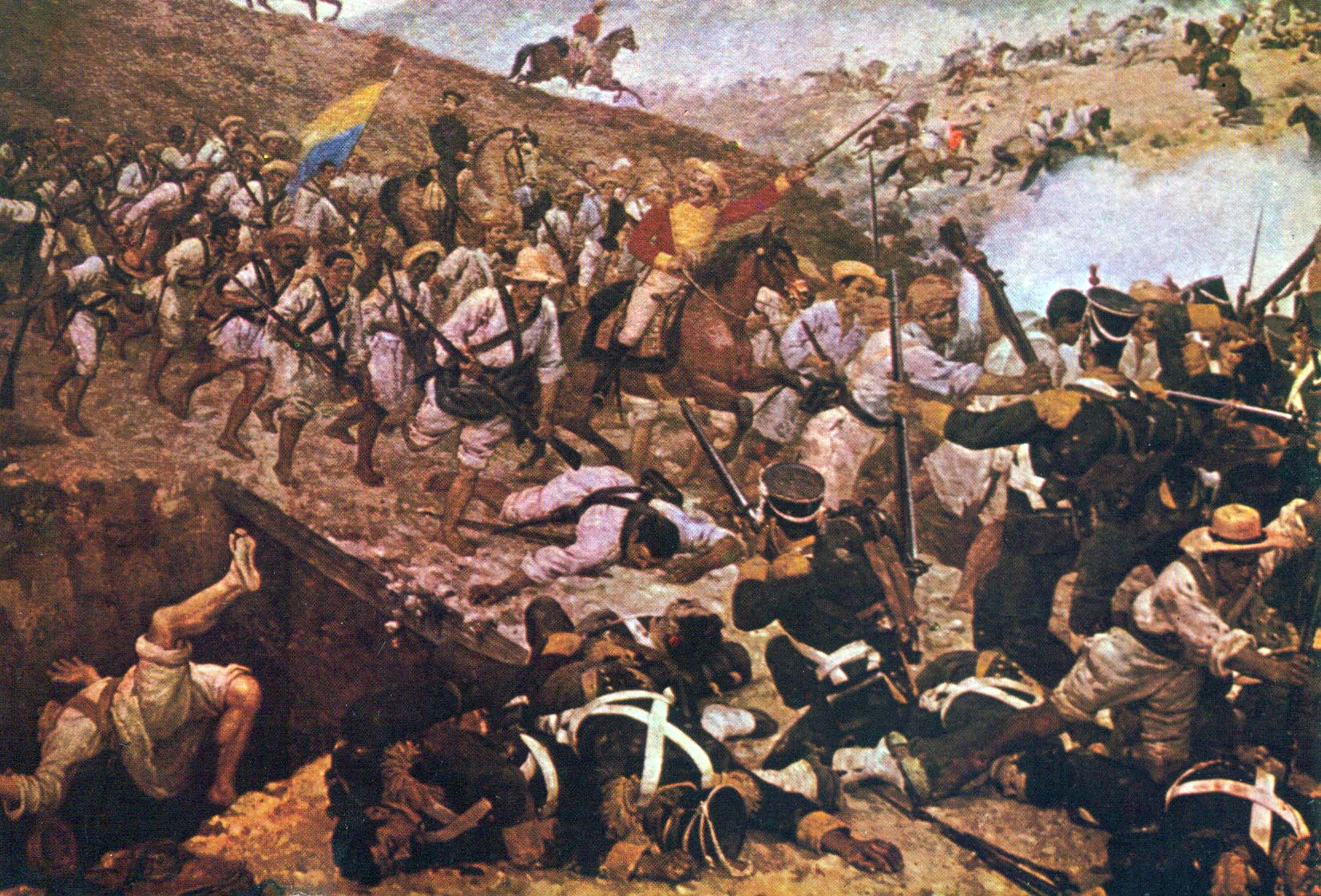
معركة بوياكا كانت المعركة الحاسمة والتي من شأنها ضمان نجاح حملة تحرير غرناطة الجديدة.

ظهرت عدة حركات تمرد تحت الحكم الإسباني منذ بداية فترات الغزو والاستعمار، كان أغلبها إمّا قد سحق أو لا زال ضعيفاً جداً لتغيير الوضع العام. كان آخرها قد سعى للاستقلال التام عن إسبانيا حوالي العام 1810، عقب استقلال ساينت دومينيك (هايتي في الوقت الحاضر) عام 1804. والتي قامت هي الأخرى بتوفير دعم لا يستهان به لقادة هذا التمرد: سيمون بوليفار وفرانثيسكو دي باولا سانتاندير.
كانت الحركة التي بدأها أنطونيو نارينيو، الذي عارض المركزية الإسبانية والذي قاد المعارضة ضد نيابة التاج الإسباني قد أدت إلى استقلال قرطاجنة في نوفمبر من عام 1811، وتشكيل حكومتين مستقلتين اللتين خاضتا حرباً أهلية (والتي عرفت بلا باتريا بوبا "La Patria Boba"). في العام التالي أعلن نارينيو اتحاد مقاطعات غرناطة الجديدة، والتي يرأسها كاميلو توريس تينوريو. على الرغم من نجاح الثورة، فقد أدى ظهور تيارين أيدولوجيين مختلفين بين المحررين (الفيدرالية والمركزية) إلى اشتباك داخلي والذي ساهم بدوره في استعادة الإسبان للأراضي. تم استعادة حكم التاج الإسباني تحت قيادة خوان دي سامانو، والذي قام نظامه بعقاب أولئك الذين شاركوا في الثورات. أوقد القصاص ثورة متجددة، والتي سمحت مع ضعف إسبانيا بنجاح الثورة التي قادها سيمون بوليفار. الذي أعلن أخيراً الاستقلال في عام 1819. هُزمت المقاومة الموالية للإسبان أخيراً عام 1822 في الإقليم الحالي لكولومبيا وعام 1823 في فنزويلا.
أصبحت أراضي غرناطة الجديدة التابعة للتاج تعرف بجمهورية كولومبيا منظمة كاتحاد بين الإكوادور وكولومبيا وفنزويلا (كانت بنما جزءاً من كولومبيا في حينها). اعتمد برلمان كوكوتا في عام 1821 دستوراً للجمهورية الجديدة. أصبح سيمون بوليفار أول رئيس لكولومبيا، وفرانيسكو دي باولا سانتاندر عيّن نائبا للرئيس. لكن الجمهورية الجديدة كانت غير مستقرة وانتهت بانشقاق فنزويلا عام 1829، متبوعة بالإكوادور عام 1830.

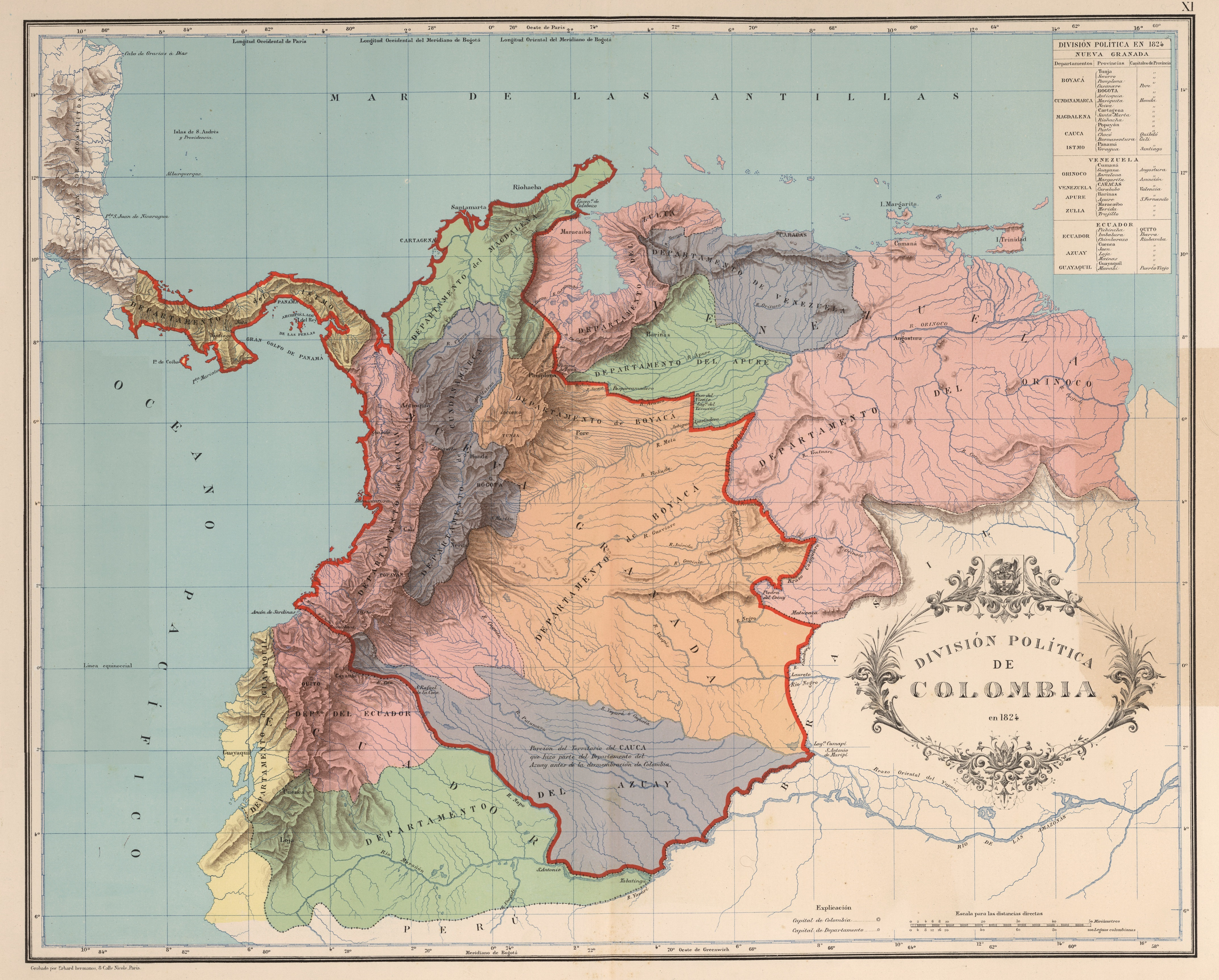
غران كولومبيا.

كانت كولومبيا أول حكومة دستورية في أمريكا الجنوبية. وكان الحزبان ليبرالية وسياسة محافظة من أقدم الأحزاب السياسية الباقية في الأمريكيتين. ألغيت العبودية في كولومبيا عام 1851.
أدت الانقسامات السياسية والإقليمية الداخلية إلى انفصال فنزويلا وكيتو (الإكوادور اليوم) عام 1830. ما كان يعرف باسم منطقة كونديناماركا تبنت اسم «غرناطة الجديدة»، وهو ما استمر حتى عام 1856 حين أصبحت الاتحاد الكونفدرالي الغرناطي بعد الحرب الأهلية عام 1863 والتي استمرت سنتين، تم إنشاء الولايات المتحدة الكولومبية واستمرت حتى عام 1886، عندما أصبحت أخيراً تعرف بجمهورية كولومبيا. استمرت الانقسامات الداخلية بين القوى السياسية للحزبين، حيث كانت تشعل أحياناً حروباً أهلية دموية، كان أبرزها حرب الألف يوم (1899-1902).

### القرن 20
كانت رغبة الولايات المتحدة الأمريكية بالتأثير في المنطقة (خصوصاً تشييد قناة بنما وتنظيمها) سبباً في انفصال إدارة بنما عام 1903 وإقامتها كدولة. دفعت الولايات المتحدة لكولومبيا 25,000,000$ عام 1921، بعد سبع سنوات من إكمال القناة لتدارك دور الرئيس روزفلت في إنشاء بنما، فاعترفت كولومبيا ببنما بموجب شروط معاهدة طومسون-أوروتيا. دخلت كولومبيا في حرب عام مع البيرو بسبب نزاع إقليمي حول إدارة أمازوناس وعاصمتها ليتيسيا.

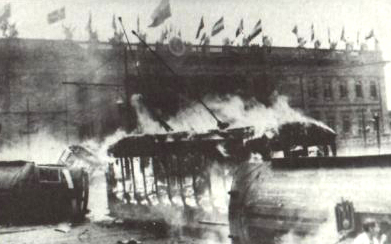
أعمال العنف في بوغوتا عام 1948

بعد ذلك بوقت قصير، حققت كولومبيا نوعاً من الاستقرار السياسي، والذي توقف بسبب نزاع دامٍ حدث بين أواخر أربعينيات القرن العشرين وبدايات الخمسينيات، وهي فترة عرفت بـ«لا فايولنسا» («العنف»). كان سببها الرئيسي تصاعد التوتر بين الحزبين السياسيين الرئيسيين، والتي اشتعلت لاحقاً بعد اغتيال المرشح الرئاسي الليبرالي خورخي إلييسير جايتان في 9 أبريل 1948. أعقب ذلك أعمال شغب في بوغوتا عرفت بـ«إل بوغوتاسو» (بالإسبانية: El Bogotazo)، والتي انتشرت في جميع أنحاء البلاد وحصدت أرواح 180,000 كولومبياً على الأقل.
دخلت كولومبيا الحرب الكورية عندما انتخب لاوريانو غوميز رئيساً للبلاد. كانت كولومبيا البلد الوحيد من أمريكا اللاتينية التي دخلت الحرب بدور عسكري مباشر. كانت مهمة كولومبيا كحليفة للولايات المتحدة كسب المجهود الحربي والتوسط من أجل سلام دائم في شبه الجزيرة الآسيوية. كان من المهم بشكل خاص المقاومة البطولية للقوات الكولومبية في معركة أولد بولدي.
انخفض مستوى العنف بين الحزبين السياسيين بين عامي 1953 وَ 1964 بدايةً عندما أطاح جوستافو روخاس برئيس كولومبيا بانقلاب عسكري وتفاوض مع المسلحين، ومن بعدها تحت الحكم العسكري للجنرال غابرييل باريس غورديو.
بعد عزل روخاس، اتفق الحزب المحافظ الكولومبي مع الحزب الليبرالي الكولومبي على إنشاء «الجبهة الوطنية»، وهو ائتلاف من شأنه أن يحكم البلاد بصورة مشتركة.بموجب الاتفاق، فإن الرئاسة تكون بالتناوب بين المحافظين والليبراليين كلّ أربعة أعوام لمدة 16 عاماً. يحصل الحزبان على فرص متساوية في كل المراكز الانتخابية الأخرى. أنهت الجبهة الوطنية ال«لا فايولنسيا»، حاولت إدارات الجبهة الوطنية إقامة إصلاحات اجتماعية وسياسية بالتعاون مع التحالف من أجل التقدم. في النهاية، أدت التناقضات بين الإدارات المتتالية لليبراليين والمحافظين إلى نتائج مشوشة تماماً. بالرغم من التقدم في بعض القطاعات، فقد استمر العديد من المشاكل الاجتماعية والسياسية، وتكونت رسمياً جماعات مسلحة لمكافحة الأجهزة الحكومية والسياسية كفارك، وجيش التحرير الوطني (ELN)، وجيش التحرير الشعبي (EPL)، و (MAQL)، وحركة 19 أبريل (M-19).
منذ ستينيات القرن العشرين، عانت البلاد من نزاع مسلح غير متناظر ومنخفض الحدة بين القوات الحكومية والجماعات المسلحة اليسارية والقوات شبه العسكرية اليمينية. تصاعدت حدة النزاع في التسعينيات. يجري النزاع في كولومبيا بشكل رئيسي في المناطق الريفية النائية أو القطاعات المهمشة التي يصعب الوصول إليها.
كانت الولايات المتحدة متورطة بشدة في النزاع منذ بداياته، دفعت الولايات المتحدة الجيش الكولومبي لمهاجمة مجتمعات الريفيين في حالة الدفاع عن النفس في المناطق الريفية. كان ذلك جزءاً من الحرب الأمريكية ضد الشيوعية.
في الرابع من أيلول 1991، صدر الدستور الجديد. وينظر إلى التغييرات الناتجة عن الدستور الجديد على أنها إيجابية من قبل المجتمع الكولومبي.

### التاريخ الحديث
خلال فترة رئاسة ألفارو أوريبي فيليس، قامت الحكومة بزيادة الضغط العسكري على جماعة فارك وجماعات محظورة أخرى. ما نتج عن الحملة تحسن العديد من مؤشرات الأمن. منذ عام 2002، انخفض العنف بشكل ملحوظ، مع تفكيك بعض الجماعات شبه العسكرية كجزء من عملية سلام مثيرة للجدل، وخسر المتمردون السيطرة على جزء كبير من الأراضي التي كانوا يوماً يسيطرون عليها. حققت كولومبيا انخفاضاً كبيراً في عمليات إنتاج الكوكايين، ما نتج عنه إعلان مدير مكتب السياسة الوطنية لمكافحة المخدرات التابع للبيت الأبيض ريتشارد جيل كيرليكوفسكي بأن كولومبيا لم تعد أكبر منتج للكوكايين في العالم.
في فبراير 2008، تظاهر الملايين من الكولومبيين ضد القوات المسلحة الثورية الكولومبية. قد قررت 26648 فارك وجيش التحرير الوطني لتسريح المقاتلين منذ عام 2002. وخلال هذه السنوات تمكنت القوات العسكرية من جمهورية كولومبيا أن تكون تعزيزها.
عملية السلام في كولومبيا، 2012 يشير إلى حوار بين الحكومة الكولومبية والقوات المسلحة الثورية الكولومبية من حرب العصابات -EP بهدف إيجاد حل سياسي للصراع المسلح. تلبية الحكومة الكولومبية والجماعات المتمردة في كوبا . اعتبارا من شهر نوفمبر عام 2013، وقد مثلت المحادثات اختراقات بدأت الحكومة أيضا عملية المساعدة والجبر لضحايا النزاع.
كولومبيا يبين التقدم المتواضع في النضال من أجل الدفاع عن حقوق الإنسان، كما عبّرت عنها هيومان رايتس ووتش. وعلى صعيد العلاقات الدولية، انتقلت كولومبيا من فترة العداء المتوترة مع فنزويلا، نحو مستقبل مزدهر لمواصلة تعزيز التكامل . وقد فازت كولومبيا أيضا على مقعد في مجلس الأمن التابع للأمم المتحدة.
اليوم كولومبيا هي ثالث أكبر منتج للنفط في أمريكا الجنوبية ويقدر أنه بحلول عام 2012، كولومبيا سيتم إنتاج مليون برميل يوميا.
في عام 2012، حسبما ذكرت وزارة الإدارية الوطنية للإحصاء (DANE) أن 32.7 ٪ من الكولومبيين كانوا يعيشون تحت خط الفقر، منها 10.4 ٪ في «فقر مدقع». وقد تم رفع أكثر من 1.2 مليون الكولومبيين من براثن الفقر.
في عام 2012، أطلقت الحكومة الكولومبية سياسة لتسليم 100,000 منازل للفقراء، والتوسع في الألياف البصرية وتغطية النطاق العريض في جميع أنحاء البلاد وعلى دعم للحد من الفجوة الرقمية .
وقد أدى النمو الاقتصادي في الآونة الأخيرة إلى زيادة كبيرة من المليونيرات الجدد، بما في ذلك أصحاب المشاريع الجديدة الكولومبيين مع صافي قيمة تزيد عن مليار دولار أمريكي.

## الجغرافيا

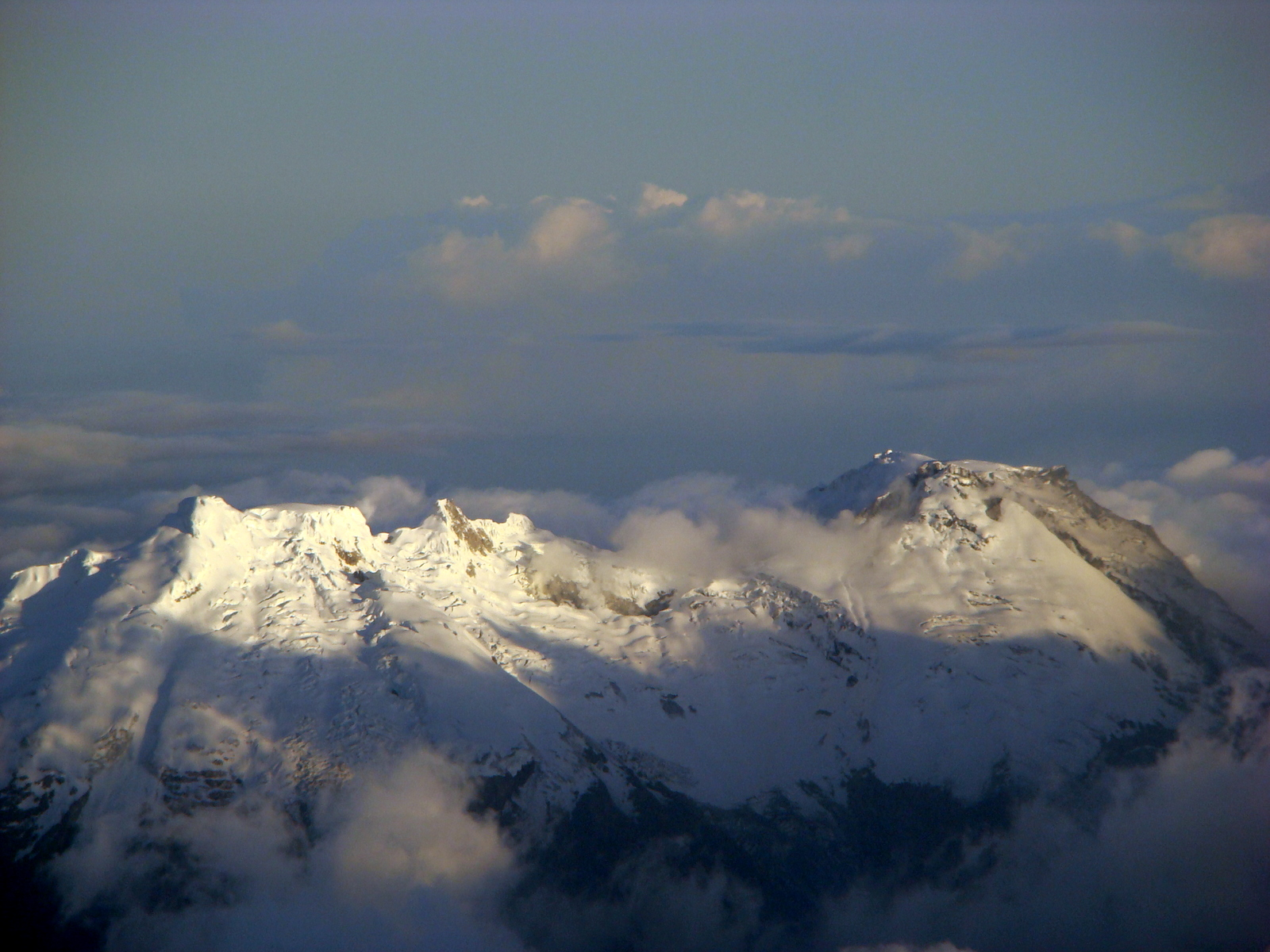
نيفادو ديل هويلا

كولومبيا تقسم إلى ست مناطق رئيسية من حيث الحياة الطبيعية التي تقدم خصائص فريدة خاصة بكل منطقة من مناطق سلسلة جبال الأنديز المشتركة مع الإكوادور وفنزويلا، والمناطق الساحلية المحيط الهادئ المشتركة مع بنما والإكوادور، ومنطقة البحر الكاريبي المشتركة مع فنزويلا وبنما، ويانوس (السهول) المشتركة مع فنزويلا، ومنطقة غابات الأمازون المشتركة مع فنزويلا والبرازيل وبيرو والإكوادور.
تحد كولومبيا من الشرق فنزويلا والبرازيل، ويحدها من الجنوب الإكوادور وبيرو، ومن الشمال بنما والبحر الكاريبي، ومن الغرب إكوادور والمحيط الهادئ. بما في ذلك جزرها منطقة البحر الكاريبي، وتقع بين خطي عرض 14 درجة شمالا و 5 جنوبا، وخطي طول 66 ° و 82 ° W
كولومبيا هي جزء من حلقة النار، وهي منطقة في العالم معرضة للزلازل وثورات البراكين، ويهيمن على كولومبيا سلسلة جبال الأنديز (التي تحتوي على غالبية المراكز الحضرية في البلاد). مما ينشئ الهضبة الصخرية الكولومبية (في المناطق الجنوبيه الغربية في كاوكا ونارينيو) وتنقسم هذه الهضبة إلى ثلاثة فروع المعروفة باسم كورديليراسcordilleras (السلاسل الجبلية): كورديليرا أوكسيدنتال، تشغيل المنطقة المتاخمة لساحل المحيط الهادئ، وتقع فيها مدينة كالي؛ كورديليرا الوسطى وتجري بين كاوكا وماغدالينا وديان الأنهار (إلى الغرب والشرق على التوالي)، وتقع فيها مدن ميديلين، مانيزاليس، وبيريرا أرمينيا، وكورديليرا في الشرقية، وتمتد إلى شمال شرق كولومبيا إلى شبه جزيرة غواخيرا وتقع بها مدن بوغوتا (العاصمة) وبوكارامانجا وكوكوتا .

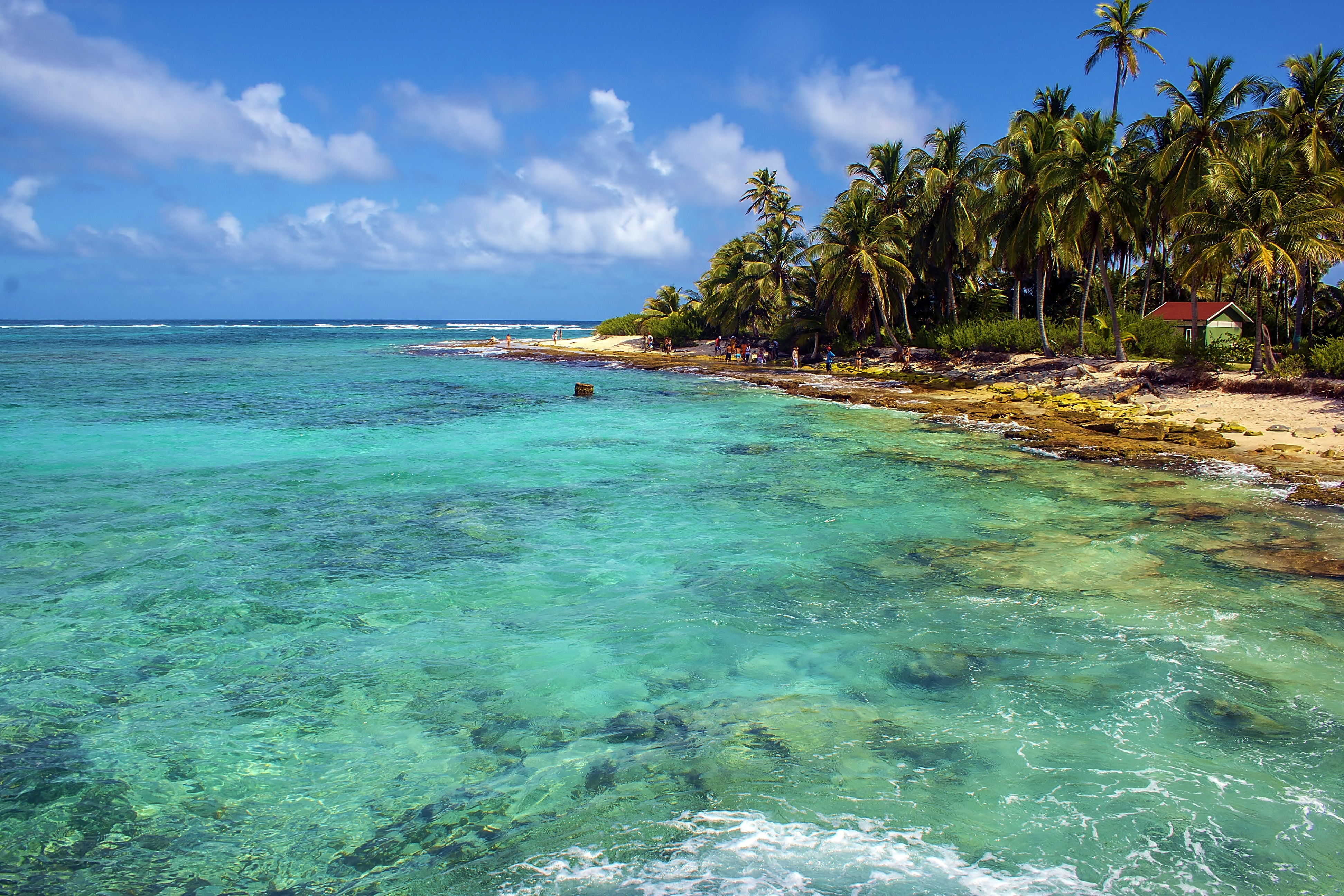
أرخبيل سان أندريس، بروفيدنسيا وسانتا كاتالينا في البحر الكاريبي.

يبلغ ارتفاع القمم في سلسلة جبال أوكسيدنتال اكسيد إلى 13000قدم (3,962 م)، وفي كورديليرا الوسطى والشرقية كورديليرا تصل إلى 18,000 قدم (5,486 م) في 8,500 قدم (2,591 م)، بوغوتا هي أعلى مدينة كبيرة وعاصمة في العالم .
إلى الشرق من جبال الأنديز تظهر السافانا في منطقه يانوس، وهي جزء من حوض نهر أورينوكو، و، في أقصى الجنوب الشرقي، تظهر غابات الامازون المطيرة . معا هذه الأراضي المنخفضة يشكلون أكثر من نصف أراضي كولومبيا، لكنها تحتوي على أقل من 3٪ من السكان. إلى الشمال من الساحل الكاريبي، منزل إلى 20 ٪ من السكان والموقع من المدن الساحلية الرئيسية من بارانكيا وقرطاجنة، ويتكون عموما من السهول المنخفضة، ولكنه يحتوي أيضا على نيفادا دي سانتا مارتا سلسلة جبال سييرا، الذي يتضمن أطول قمم البلاد (جبل بيكو كريستوفال كولوم وبيكو سيمون بوليفار)، وغواخيرا الصحراء لا . وعلى النقيض من الأراضي المنخفضة الضيقة والمحيط الهادئ متقطع الساحلية، بدعم من سيرانيا دي Baudó الجبال، وذات كثافة سكانية منخفضة وغطت في الغطاء النباتي الكثيف . الميناء المحيط الهادئ الرئيسي هو بوينافينتورا .
الأنهار الرئيسية في كولومبيا هي ماجدالينا وكاوكا، غوافياري، وكاكيتا . كولومبيا لديها أربعة أنظمة الصرف الرئيسية: هجرة المحيط الهادئ، واستنزاف الكاريبي، حوض أورينوكو وحوض الأمازون . نهري الأمازون أورينوكو وبمناسبة حدود مع كولومبيا إلى فنزويلا وبيرو على التوالي.
المحميات الوطنية تغطي مساحة حوالي 12,602,320.7 هكتار (126,023.21 كيلومترا مربعا)، وتمثل أكثر من 11.04 ٪ من المساحة الإجمالية لكولومبيا بالمقارنة مع الدول المجاورة، فمعدلات إزالة الغابات في كولومبيا لا تزال منخفضة نسبيا. كولومبيا هي البلد الرابع في العالم من حيث حجم إجمالي إمدادات المياه العذبة، ومازال لديها احتياطيات كبيرة من المياه العذبة.

### المناخ

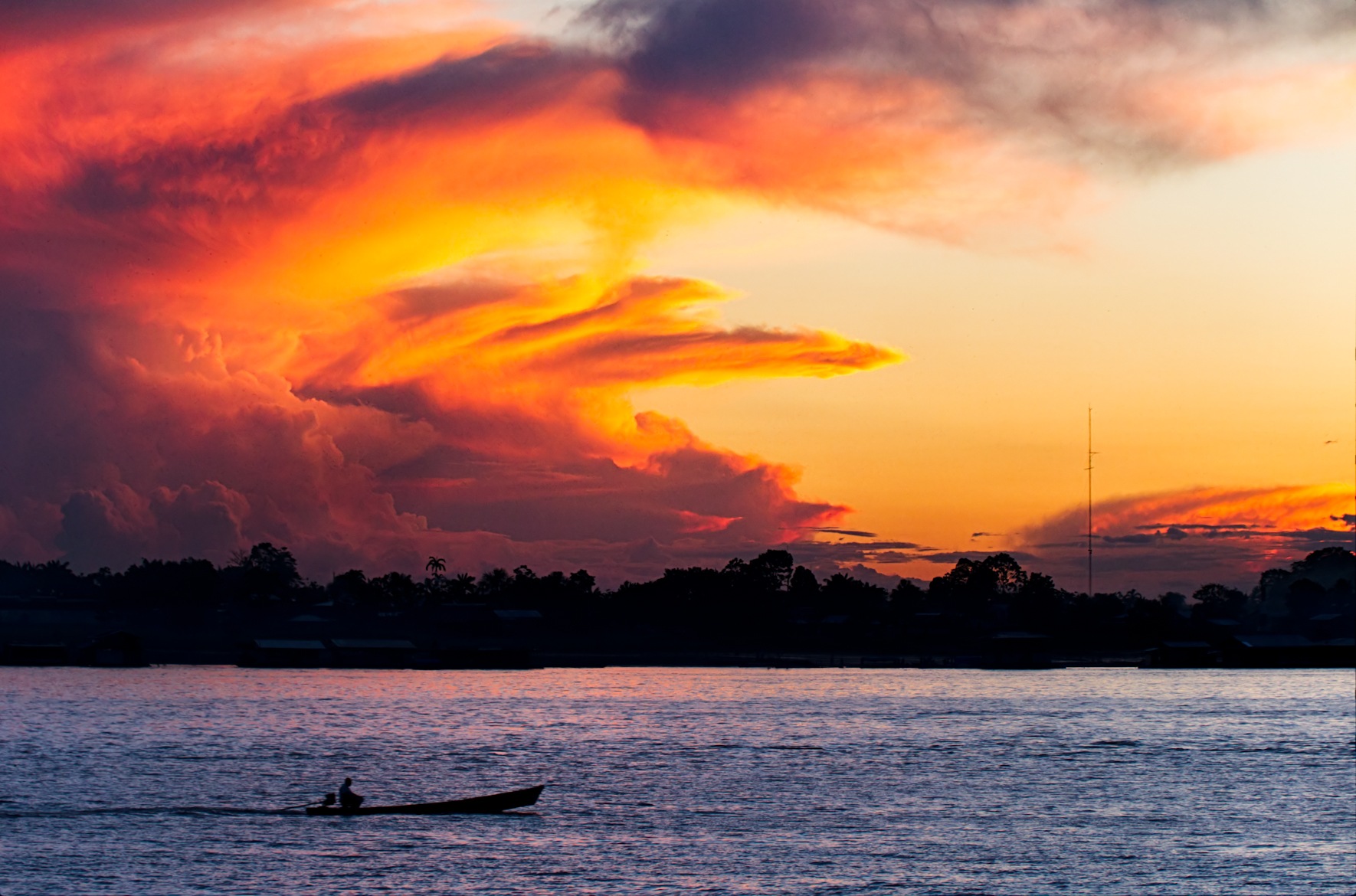
الأمازون يمتلك اغنى الغابات المطيرة المنوعة على هذا الكوكب. جزء من نهر الأمازون هو في كولومبيا.

يقسم الكولومبيون بلادهم إلى أربع أقاليم مناخية 

1- تييرا كالينته

2- تييرا تمبلادا

3- تييرا فيري

4- تييرا هيلدا

تييرا كالينته

يقع 86٪ من مساحه كولومبيا في منطقة تييرا كالينته (الأرض الساخنة) التي يبلغ متوسط ارتفاعها عن سطح البحر حوالي 900 متر (2953) قدم وتتراوح درجات الحرارة مابين 24 درجه مئوية 75.2 فهرنهايت في الشتاء و 38 درجه مئوية 100.4 فهرنهايت في الصيف

تيرا تمبلادا

أكثر الأراضي المنتجة، والغالبية العظمى من السكان يعيشون في تييرا تمبلادا (الأراضي المعتدلة) حيث يتراوح ارتفاع الأراضي بين 900 و 1,980 متر (2,953 و6،496 قدم)، والتي توفر أفضل الظروف لمزارعي البن في البلاد

تييرا فريا

الأراضى الباردة التي يتراوح ارتفاعها مابين، 1,980 و 3,500 متر (6,496 قدم و11،483))، حيث زراعة القمح والبطاطس المهيمنة في تييرا فريا تتراوح درجات الحرارة بين 10 و 19 درجة مئوية 50و 66.2 فهرنهايت

تييرا هيلدا

ما وراء تييرا فريا يبدء إقليم جبال الأنديز ويتكون من منطقة الغابات والمراعي ثم أشجار من البراموس
حيث يبلغ ارتفاع الأراضي 4,500 متر (14,764 قدم)، حيث تكون درجات الحرارة دون الصفر، تييرا هيلدا هو منطقة الثلوج والجليد الدائم.

### التنوع البيولوجي
كولومبيا هي واحدة من البلدان ذات التنوع البيولوجي الشديد في التنوع البيولوجي، حيث تحتل المرتبة الثالثة في أنواع الكائنات الحية والأولى في أنواع الطيور. أما بالنسبة للنباتات، فلديها ما بين 40,000 و 45,000 نوع من النباتات، أي ما يعادل 10 أو 20٪ من مجموع الأنواع العالمية، وهذا هو أكثر وضوحا بالنظر إلى أن كولومبيا وتعدّ بلد من الحجم متوسط، تقريبا 1/9 حجم الولايات المتحدة. كولومبيا هي البلد الثاني الأكثر تنوعا في العالم، متخلفة بعد البرازيل التي تبلغ مساحتها 10 مرات أكبر من كولمبيا
كولومبيا هي البلد في الأكثر تميز بالتنوع البيولوجي في هذا الكوكب ولديها وفقا أعلى معدل من الأنواع من حيث المساحة في جميع أنحاء العالم ولها أكبر عدد من endemisms (الأنواع التي لم يتم بطبيعة الحال أن وجدت في أي مكان آخر) من أي بلد. يعيش حوالي 10٪ من الأنواع من الأرض في كولومبيا، بما في ذلك أكثر من 1800 نوعا من الطيور، أكثر مما كانت عليه في أوروبا وأمريكا الشمالية مجتمعة، كولومبيا لديها 10٪ من الأنواع الثدييات في العالم و 14٪ من البرمائيات و 18٪ من أنواع الطيور في العالم.
كولومبيا لديها نحو 2,000 نوع من الأسماك البحرية و1،450 نوعا من أسماك المياه العذبة. كولومبيا هي البلد مع الأنواع المتوطنة أكثر من الفراشات، عدد 1 من حيث الأنواع السحلية وأكثر من 250,000 نوع من الخنافس. وكولومبيا هي الأولى في عدد من البرمائيات، ويضم أكثر من 30٪ من الأنواع في العالم من السلاحف و 25٪ من الأنواع من التماسيح. هناك 34 نوعا من الثدييات و 270 نوعا من الثعابين وفقا لتقديرات هناك حوالي 300,000 نوعا من اللافقاريات في البلاد. في كولومبيا هناك 32 المناطق الأحيائية الأرضية و 314 أنواع من النظم الإيكولوجية.

## التركيبة السكانية

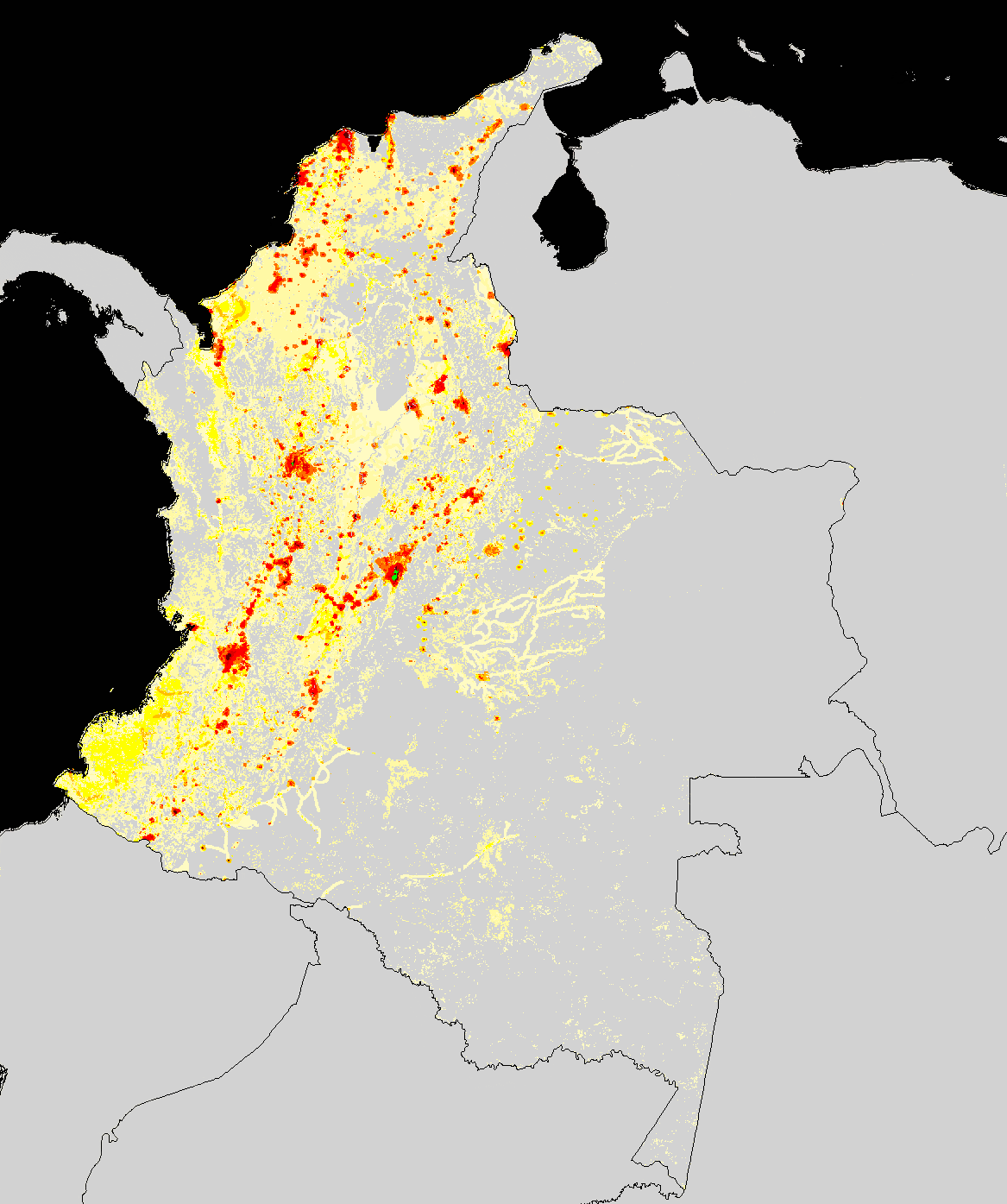
الكثافة السكانية في كولومبيا في عام 2013

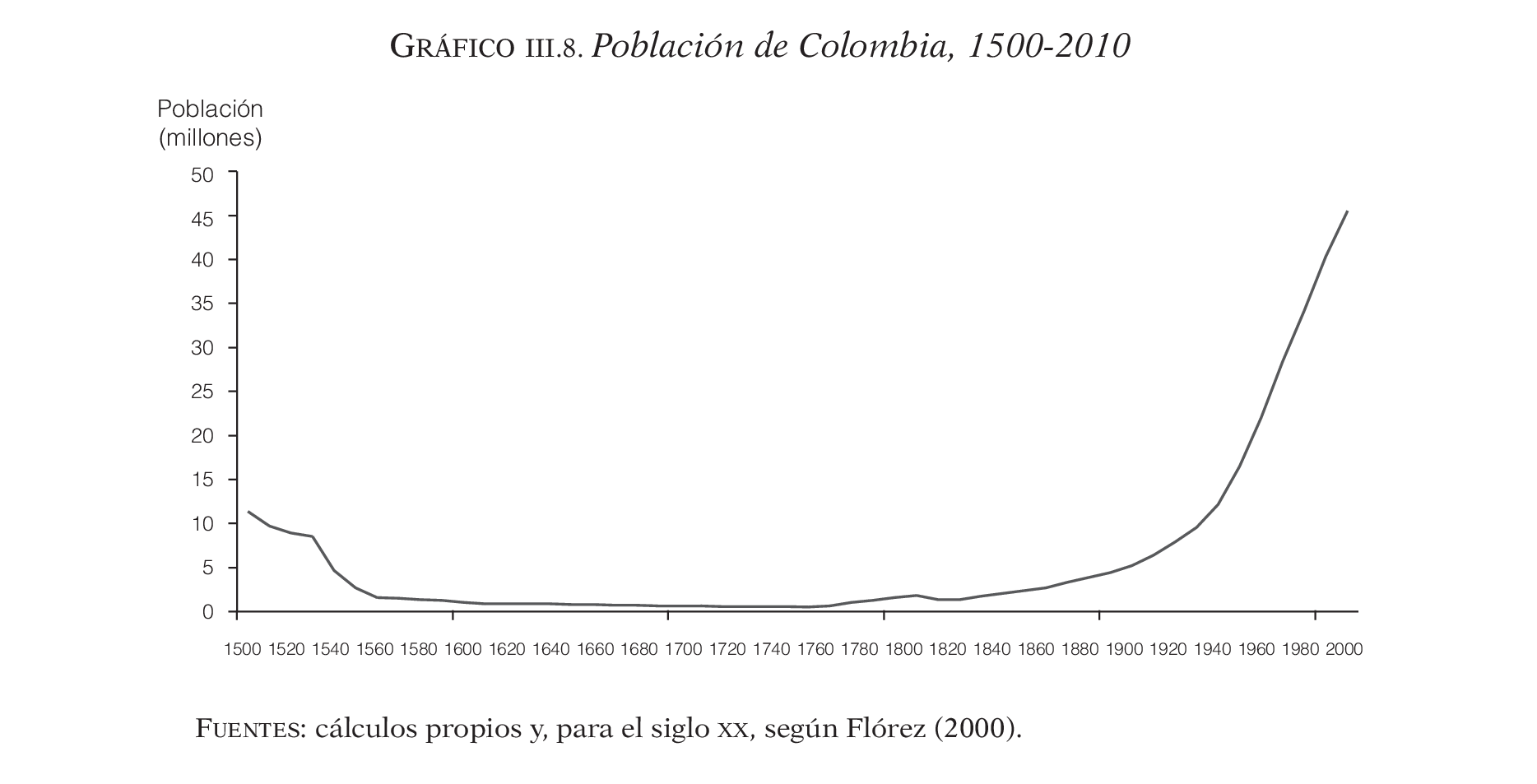
سكان كولومبيا عبر السنوات

مع ما يقدر بنحو 50 مليون نسمة في عام 2024، تعد كولومبيا ثالث أكبر دولة من حيث عدد السكان في أمريكا اللاتينية، بعد البرازيل والمكسيك. وهي أيضا موطن لثاني أكبر عدد من الناطقين بالإسبانية في العالم بعد المكسيك. في بداية القرن العشرين، كان عدد سكان كولومبيا حوالي 4 ملايين. منذ أوائل السبعينيات، شهدت كولومبيا انخفاضات ثابتة في معدلات الخصوبة والوفيات والنمو السكاني. ويقدر معدل النمو السكاني لعام 2016 بنحو 0.9٪. كان حوالي 26.8٪ من السكان في سن 15 عامًا أو أقل، وكان 65.7٪ تتراوح أعمارهم بين 15 و 64 عامًا، وكان 7.4٪ فوق سن 65 عامًا. بدأت نسبة كبار السن في إجمالي السكان في الزيادة بشكل كبير. ومن المتوقع أن يبلغ عدد سكان كولومبيا 55.3 مليون بحلول عام 2050.
تتراوح تقديرات عدد سكان المنطقة التي تُعرف الآن بكولومبيا بين 2.5 و12 مليون نسمة في عام 1500؛ وتتضمن التقديرات بين النقيضين أرقامًا تتراوح بين 6 و7 ملايين نسمة. ومع الغزو الإسباني، انهار عدد سكان المنطقة إلى حوالي 1.2 مليون نسمة في عام 1600، بانخفاض يقدر بنحو 52-90٪. وبحلول نهاية الفترة الاستعمارية، انخفض عدد السكان إلى حوالي 800000 نسمة؛ وبدأ في الارتفاع في أوائل القرن التاسع عشر إلى حوالي 1.4 مليون نسمة، حيث انخفض مرة أخرى في حرب الاستقلال الكولومبية إلى ما بين 1 و1.2 مليون نسمة. لم يتعاف عدد سكان البلاد إلى مستويات ما قبل الغزو حتى أربعينيات القرن العشرين، بعد ما يقرب من 450 عامًا من ذروته في القرن السادس عشر.
ويتركز السكان في مرتفعات الأنديز وعلى طول ساحل البحر الكاريبي، كما أن الكثافة السكانية أعلى عمومًا في منطقة الأنديز، تضم المقاطعات التسع المنخفضة الشرقية، التي تشكل حوالي 54٪ من مساحة كولومبيا، أقل من 6٪ من السكان. تقليديا كان المجتمع الريفي، والحركة إلى المناطق الحضرية ثقيلة جدا في منتصف القرن 20، وكولومبيا هي الآن واحدة من الدول الأكثر تحضرا في أمريكا اللاتينية. ازداد عدد سكان الحضر من 31 ٪ من إجمالي في عام 1938 إلى 60 ٪ في عام 1975، وبحلول عام 2014 بلغ الرقم 76٪. وقد زاد عدد سكان العاصمة بوغوتا وحدها من بين أكثر من 300,000 فقط في عام 1938 إلى ما يقرب من 8 ملايين اليوم. فيفي المجموع، يبلغ عدد سكان اثنين وسبعين مدينة الآن 100000 نسمة أو أكثر (2015). اعتبارًا من عام 2012 يوجد في كولومبيا أكبر عدد من النازحين داخلياً في العالم، ويقدر عددهم بنحو 4.9 مليون شخص.
بلغ متوسط العمر المتوقع 74.8 سنة في عام 2015، وبلغ معدل وفيات الرضع 13.1 لكل ألف في عام 2016. في عام 2015، كان 94.58% من البالغين و98.66% من الشباب متعلمين وتنفق الحكومة حوالي 4.49% من ناتجها المحلي الإجمالي على التعليم.

### اللغة
أكثر من 99.2٪ من الكولومبيين يتكلم اللغة الإسبانية، كما ويتحدث 65 لغة الهنود الحمر، 2 لغات الكريول واللغة الروما في البلاد. اللغة الإنجليزية لديه صفة رسمية في سان أندريس، بروفيدنسيا وسانتا كاتالينا جزر.
الأغلبية الساحقة من الكولومبيين يتكلمون الإسبانية (انظر أيضا الكولومبي الإسبانية)، ولكن في المجموع يتم سردها 101 اللغات كولومبيا في قاعدة البيانات اثنولوغ. عدد معين من اللغات المنطوقة تختلف قليلا منذ بعض الكتاب النظر في لغات مختلفة مثل ما يعدّه البعض الآخر أصناف أو لهجات من اللغة نفسها، وسجلت أفضل التقديرات إلى أن 70 لغات يتم التحدث بها في البلاد اليوم. معظم هذه تنتمي إلى عائلات لغوية Chibchan، الأراواك وCariban. هناك حاليا حوالي 500,000 المتحدثين باللغات الأصلية.

### الدين

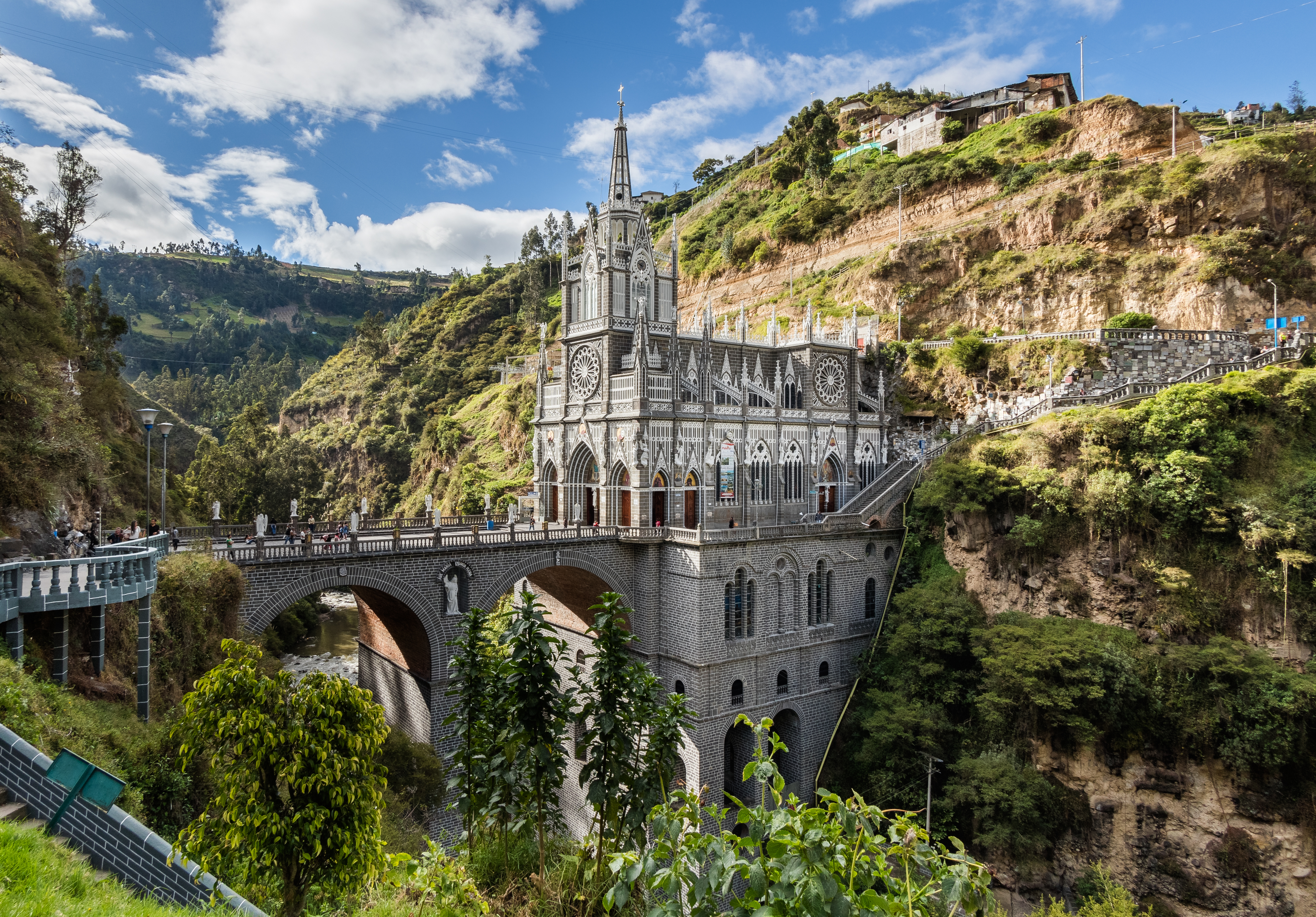
كنيسة بازيليكا تقع في القسم الجنوبي من نارينيو، بلدية إيبياليس. تقع محمية لاس لاخاس في مقاطعة نارينيو بجنوب كولومبيا

لا تقوم دائرة الإحصاءات الإدارية الوطنية بجمع الإحصاءات الدينية، ومن الصعب الحصول على تقارير دقيقة. ومع ذلك، بناءً على دراسات واستطلاعات مختلفة، فإن حوالي 90% من السكان يلتزمون بالمسيحية، غالبيتهم (70.9%-79%) من الروم الكاثوليك، في حين أن أقلية كبيرة (16.7%) تلتزم بالبروتستانتية ( الإنجيلية في المقام الأول ). حوالي 4.7% من السكان ملحدين أو لا أدريين، بينما يدعي 3.5% أنهم يؤمنون بالله ولكنهم لا يتبعون دينًا محددًا. 1.8% من الكولومبيين يعتنقون شهود يهوه والسبتية وأقل من 1% يعتنقون ديانات أخرى، مثل الديانة البهائية الإسلام، واليهودية، والبوذية، والمورمونية، والهندوسية، الأصلية هاري كريشنا وحركة الراستافارية والكنيسة الأرثوذكسية الشرقية الروحيةأما الأشخاص الباقون فلم يردوا أو أجابوا بأنهم لا يعرفون. بالإضافة إلى الإحصائيات المذكورة أعلاه، أفاد 35.9% من الكولومبيين أنهم لم يمارسوا شعائرهم الدينية بشكل نشط.
في حين أن كولومبيا لا تزال دولة ذات أغلبية الكنيسة الكاثوليكية الرومانية من حيث أرقام المعمودية، فإن الدستور الكولومبي لعام 1991 يضمن حرية الدين وجميع المعتقدات الدينية والكنائس حرة على قدم المساواة أمام القانون.

## الحكومة والسياسة

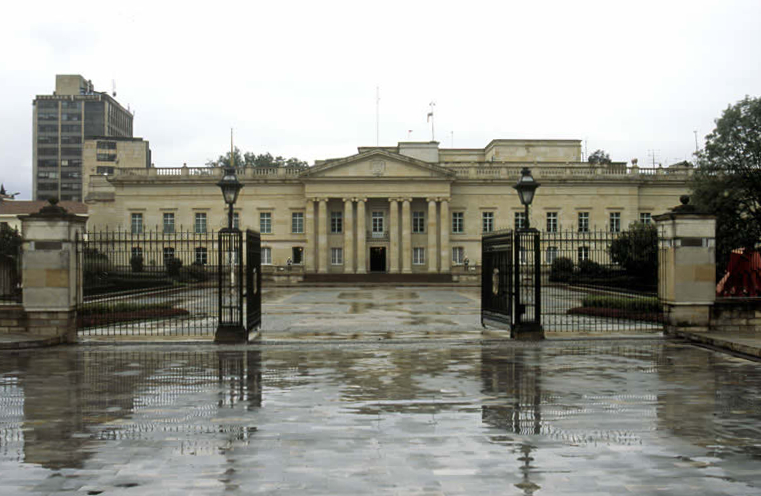
كاسا دي نارينيو، هي موطن الرسمية ومكان العمل الرئيسي للرئيس كولومبيا.

حكومة كولومبيا تجري في إطار من جمهورية رئاسية ديمقراطية تمثيلية على النحو المنصوص عليه في دستور 1991. وفقا ل مبدأ الفصل بين السلطات ، وتنقسم الحكومة إلى ثلاثة فروع : السلطة التنفيذية، السلطة التشريعية والسلطة القضائية.
بصفته رئيس السلطة التنفيذية ، رئيس كولومبيا يخدم على حد سواء رئيس الدولة ورئيس الحكومة، يليه نائب الرئيس ومجلس الوزراء. يتم انتخاب الرئيس بالاقتراع الشعبي لولاية مدتها أربع سنوات، ويقتصر على الحد الأقصى من اثنين من هذه المصطلحات (ارتفع من واحد في عام 2005). في المقاطعات مستوى السلطة التنفيذية الممنوحة للحكام الإدارة، رؤساء البلديات والمسؤولين المحليين عن التقسيمات الإدارية الأصغر ، مثل corregidores أو بلديات.
يتم تمثيل السلطة التشريعية للحكومة وطنيا من قبل الكونغرس ، وهي مؤسسة تضم مجلسين هما مجلس النواب المؤلف من 166 مقعدا ومجلس الشيوخ المؤلف من 102 مقعد . وينتخب مجلس الشيوخ الوطني ومجلس النواب من قبل كل منطقة والأقليات. يتم انتخاب أعضاء الغرفتين لولاية مدتها أربع سنوات قبل شهرين من الرئيس ، وأيضا عن طريق التصويت الشعبي . على مستوى المقاطعات ويمثل السلطة التشريعية من قبل جمعيات الإدارة والمجالس البلدية . وتعقد جميع الانتخابات الإقليمية عام واحد وخمسة أشهر بعد الانتخابات الرئاسية.

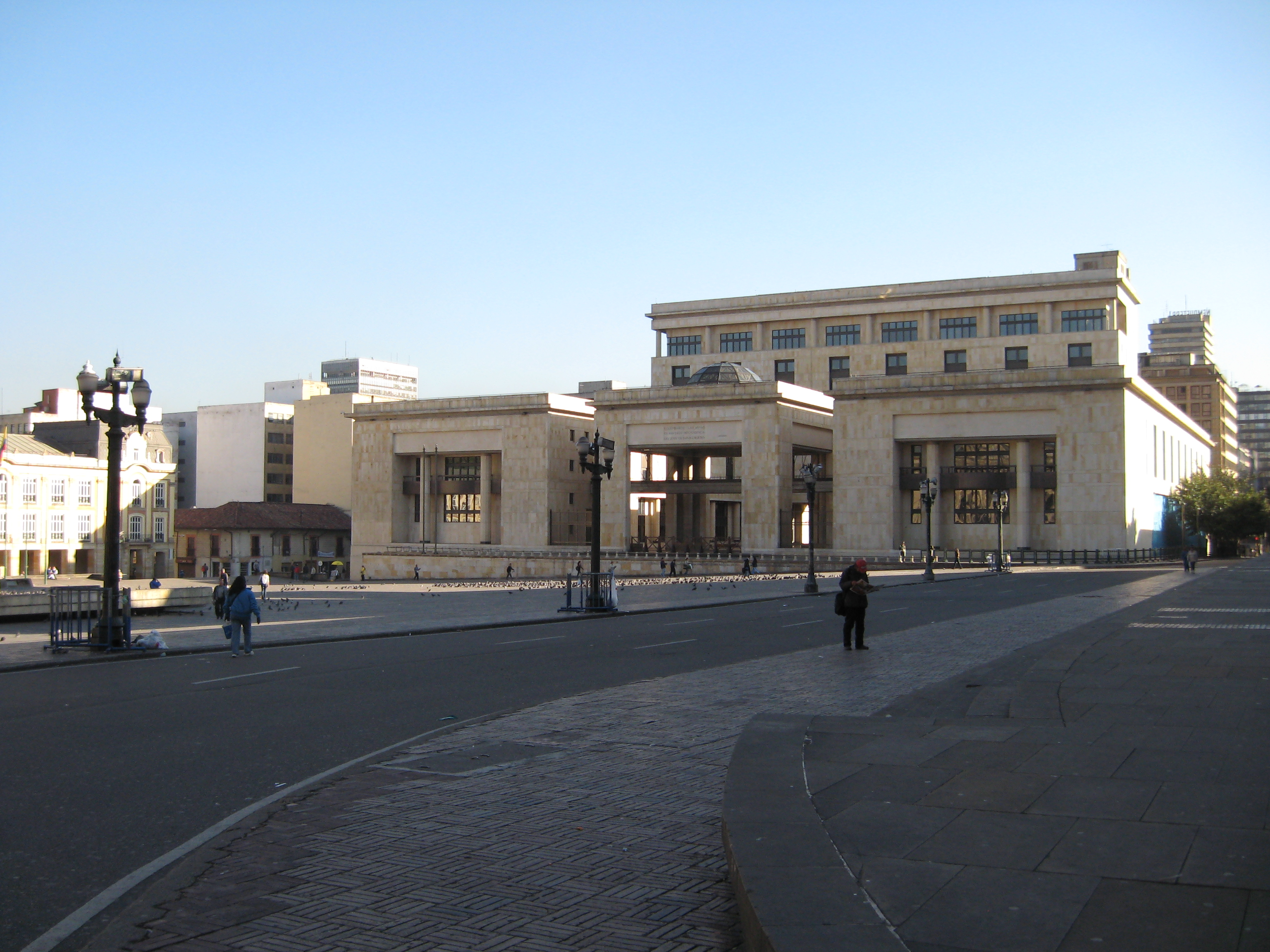
قصر العدل في كولومبيا.

ويرأس السلطة القضائية من قبل المحكمة العليا ، التي تتألف من 23 قاضيا مقسمة إلى ثلاث غرف (العقوبات المدنية والزراعي ، والعمل). وتشمل السلطة القضائية أيضا مجلس الدولة ، التي لديها مسؤولية خاصة عن القانون الإداري وأيضا يقدم المشورة القانونية للسلطة التنفيذية ، والمحكمة الدستورية ، مسؤولة عن ضمان سلامة الدستور الكولومبي ، ومجلس القضاء العليا ، المسؤولة عن التدقيق السلطة القضائية . كولومبيا تدير نظام القانون المدني ، والتي منذ عام 2005 تم تطبيق من خلال نظام الخصومة.
رغم وجود عدد من الخلافات ، وأبرزها parapolitics فضيحة الجارية ، قد ضمنت تحسينات كبيرة في مجال الأمن واستمر الأداء الاقتصادي القوي أن الرئيس السابق أوريبي ظلت شعبية بين الشعب الكولومبي ، مع شعبيته وتبلغ ذروتها في 85 ٪، وفقا لاستطلاع للرأي في يوليو 2008. ومع ذلك ، بعد أن خدم فترتين ، كان يمنعه الدستور من يسعى لإعادة انتخابه في عام 2010 . في الانتخابات الرئاسية التي جرت في 30 مايو 2010 تلقى وزير الدفاع السابق خوان مانويل سانتوس 46 ٪ من الأصوات. وهناك حاجة إلى الجولة الثانية منذ حصول أي مرشح على عتبة الفوز من الأصوات 50 ٪ . في جولة الإعادة الانتخابات في 20 يونيو 2010 ضد المرشح الثاني الأكثر شعبية ، انتاناس موكوس الذي سجل 21٪, وأعلن سانتوس الفائز. فترة ولايته كرئيس لكولومبيا يمتد لمدة أربع سنوات ابتداء من 7 أغسطس 2010.

### العلاقات الخارجية
[[ملف:Diplomatic missions of Colombia.svg|تصغير|يمين|450px| البعثات الدبلوماسية لكولومبيا {{|Green|Colombia}}
{{|Blue|]]

البعثات الدبلوماسية لكولومبيا
|Blue|

ويرأس لجنة الشؤون الخارجية في كولومبيا من قبل الرئيس، رئيسا للدولة، وتدار من قبل وزير الشؤون الخارجية. كولومبيا لديها بعثات دبلوماسية في جميع القارات.
وكان كولومبيا واحدة من الأعضاء ال 12 المؤسسين للإتحاد دول أمريكا الجنوبية، والذي من المفترض على غرار الاتحاد الأوروبي وجود اتفاقات التجارة الحرة بين الأعضاء، بحرية حركة الناس، والعملة الموحدة، وأيضا على جواز سفر مشترك. وكولومبيا هي عضو في مجموعة دول الانديز، والتحالف المحيط الهادئ واتحاد دول أمريكا الجنوبية.

### القوات المسلحة
الفرع التنفيذي للحكومة هي المسؤولة عن إدارة الدفاع في كولومبيا ، مع الرئيس القائد العام للقوات المسلحة . وزارة الدفاع المنظم للجيش والدرك. وفقا لمعايير لتقرير التنمية البشرية للأمم المتحدة، لدى كولومبيا حوالي 209.000 من إجمالي قوات الجيش ، في عام 2005 ينفق 3.7٪ من الناتج المحلي الإجمالي على الجيش القوات المسلحة الكولومبية هي القوة الثالثة في أمريكا اللاتينية وراء كل من البرازيل والمكسيك، وتعد ثاني أعلى نسبة من الناتج المحلي الإجمالي من شيلي .,
وينقسم الجيش الكولومبي في ثلاثة فروع : الجيش البري والقوات الجوية والقوات البحرية.
يضم جيش كولومبيا حوالي 57,000 فرد وتتألف القوات البحرية من نحو 8,500 فرد، والقوات الجوية من 4,200 فرد. ويترتب على جميع الرجال البالغة أعمارهم 18 عاماً الانخراط في التجنيد الإجباري.
- القوة البرية

الجيش الوطني في كولومبيا هي القوة العسكرية أرض حكومة كولومبيا وأكبر خدمة من القوات المسلحة الكولومبية. فمن لديه المسؤولية عن العمليات العسكرية البرية على طول مع Infanteria دي مارينا (البحرية المشاة) لحماية الدولة الكولومبية ضد التهديدات الداخلية أو الخارجية.
الجيش الكولومبي الحديث له جذوره في إخرسيتو دي لوس Comuneros أو جيش من العوام التي تشكلت في 7 أغسطس 1819، قبل إنشاء كولومبيا اليوم الحاضر لتلبية مطالب الحرب الثورية ضد الإمبراطورية الإسبانية.
في ذلك اليوم نفسه، أنشأ الكونغرس من أنجوستورا الجيش الكولومبي الكبرى بعد الانتصار على الإسبان، ليحل محل ولائه الجيش المنحل. ومع ذلك، يرى الجيش الكولومبي لنفسها بأن تكون على تطور جيش العوام ، وبالتالي يعود تأسيسها من أصولها.
- القوة البحرية

البحرية الكولومبية، والمعروف أيضا باسم «أرمادا ناسيونال» أو مجرد «أرمادا» باللغة الإسبانية، هو فرع البحرية من القوات العسكرية لكولومبيا. القوات البحرية هي المسؤولة عن الأمن والدفاع في المناطق الكولومبية من كل من المحيط الأطلسي (الكاريبي) والمحيطات المحيط الهادئ، وشبكة واسعة من الأنهار داخل البلاد، وعدد قليل من المناطق البرية الصغيرة الخاضعة لولايتها القضائية مباشرة.
اعتبارا من عام 2010، كان لدى البحرية الكولومبية 35502 شخصا بينهم حوالي 22,000 في مشاة مشاة البحرية.
ويستخدم على حد سواء كما البادئة سفينة الرسمية لجميع السفن البحرية الكولومبية، فضلا عن اختصار المشتركة للقوات البحرية نفسها: "ARC"، (أرمادا دي لا ريبوبليكا دي كولومبيا أسباني).
- القوة الجوية

سلاح الجو الكولومبي أو FAC هو سلاح الجو لجمهورية كولومبيا . سلاح الجو الكولومبي (FAC) هي واحدة من المؤسسات الثلاث للقوات المسلحة لكولومبيا ، تهمة وفقا لدستور عام 1991 من العمل لممارسة الرياضة والحفاظ على السيطرة على المجال الجوي كولومبيا للدفاع عن سيادتها وسلامة أراضيها والنظام الدستوري . وهي واحدة من أكبر القوات الجوية الأمريكية (المرتبة الثانية بعد الولايات المتحدة)، وزيادة النشاط نظرا لدورها الهام في مكافحة الإرهاب والمخدرات .
سلاح الجو هو العمليات العالمية الوحيدة التي الحاصلة على شهادة الأيزو 9001 و NTCGP 1000. نظام يتوافق مع ISO 9001 إدارة الجودة مع المعايير الدولية ، والتي نقشت FAC كمنظمة على مستوى عالمي . الشهادة الثانية، و NTCGP 1000، يتوافق مع معيار تقني من نوعية الحكم ، نتيجة لقانون 872 لسنة 2003 يتطلب من جميع الهيئات العامة لتنفيذ نظام إدارة الجودة بحلول ديسمبر 2008 .
القوات المسلحة الكونغولية لديها تمييز من بعد أن استخدمت في بعثات المراقبة والقتال الجوي من الحرب الكولومبية البيروفية من عام 1932، تم إسقاط حكومة منتخبة أبدا بالقوة ، حيث ساعدت القوات المسلحة الكونغولية قمع العديد من الثورات من الإرهاب والعسكرية والسياسية . خدم في سلاح الجو الكولومبي أيضا بامتياز خلال الحرب العالمية الثانية في جزر سان أندريس.
- الأمن الوطني

الشرطة الوطنية الكولومبية هي قوة الشرطة الوطنية الكولومبية. على الرغم من أن الشرطة الوطنية ليست جزءا من الجيش من كولومبيا (الجيش والبحرية، والقوات الجوية)، فإنه يشكل معهم «القوة العامة» ، ويتم التحكم أيضا من قبل وزارة الدفاع. هم أكبر قوة شرطة في كولومبيا. وظائف رسمية القوة هي لحماية الأمة الكولومبية، فرض القانون من خلال الولاية الدستورية، والحفاظ على وضمان الظروف اللازمة للحريات العامة وحقوق وضمان التعايش السلمي بين السكان.
يمكن أن الكولومبيين التواصل مع الشرطة استدعاء رقم الهاتف المجاني: 112 (على الصعيد الوطني) أو 123 (من بوغوتا، بوكارامانجا، كوكوتا، بيريرا، كالي Y ميديلين). إذا تم بخصوص اختطاف، يمكن الوصول إلى مجموعة GAULA في 165. كما أنها يمكن الاتصال عبر شبكة الإنترنت لتسجيل التهاني والاقتراحات وطلبات، أسئلة أو شكاوى باستخدام "Sistema de Peticiones, Quejas, Reclamos y Sugerencias (PQRS)"

## الدين
لا تقوم الإدارة الوطنية للإحصاء (DANE)بعمل إحصاءات عن الدين، ويصعب الحصول على تقارير دقيقة . ومع ذلك ، استنادا إلى دراسات مختلفة ، فان أكثر من 95 ٪ من السكان تدين بالمسيحية والغالبية العظمى منهم (بين 81 ٪ و 90 ٪) هم من الروم الكاثوليك. حوالي 1٪ من الكولومبيين تدين بالديانات الأصلية وأقل من 1٪ تدين باليهودية والإسلام والهندوسية ، والبوذية. ومع ذلك، أفاد حوالي 60 ٪ من المشاركين في الاستطلاع من قبل تيمبو أنهم لم يمارسوا عقيدتهم الكاثوليكية بنشاط.
مثل بقية دول أميركا اللاتينية تشهد كولومبيا زيادة مستمرة في أتباع البروتستانتية، معظمهم من المتحولين من الكاثوليكية إلى البروتستانتية . الآن تشكل البروتستانت بين 10 إلى 13 ٪ من سكان كولومبيا (مقارنة ب 3,5 ٪ في عام 1965) في حين لا تزال كولومبيا بلد الكاثوليكية الرومانية في الغالب عن طريق أرقام المعمودية ، الدستور الكولومبي لسنه 1991ضمن الحرية والمساواة بين اتباع الديانات المختلفة . واليوم هناك مزيد من الانفتاح على تنوع كبير من المعتقدات ، بما في ذلك الالحاد .

## التقسيمات الإدارية
تنقسم كولومبيا إلى 32 إدارة (بالأسبانية : Departamentos ومفردها Departamento) وضاحية عاصمة واحدة (Distrito Capital) تعامل معاملة الإدارة تسمى بوغوتا وهي أيضاً عاصمة إدارة كونديناماركا. وتنقسم الإدارات إلى بلديات (Municipios) في المستوى الإداري الثاني للدولة، وفي المستوى الثالث تنقسم البلديات إلى عمدات «كوريخيمنتوس» (Corregimientos) أو شعبيات (Comunas).
كل واحدة منها يعين لها مقعد بلدية. وتنقسم البلديات إلى عمدات في المناطق الريفية وشعبية في المناطق الحضرية. كل إدارة لها حكومة محلية مع حاكم ومجلس منتخب لمدة أربع سنوات ، وكل بلدية لها عمدة ومجلس. وفي العمدات والشعبيات تدار بواسطة مجلس إداري محلي منتخب. بالإضافة إلى العاصمة توجد أربع مدن أخرى تعدّ كضواحي (في الواقع هي بلديات خاصة) على أساس أنها لها سمات معينة خاصة. وهي بارانكيا وقرطاجنة وسانتا مارتا وبوينافينتورا. بعض الإدارات لديها تقسيم حكومات محلية حيث تكون البلدات ذات التركيز السكاني والبلديات متقاربة من بعضها (على سبيل المثال إدارة أنتيوكيا وإدارة كونديناماركا). وحيث تكون الإدارات ذات التركيز السكاني القليل (مثل إدارة أمازوناس وإدارة فاوبيس وإدارة فيتشادا) وضع لها تقسيم خاص يسمى إدارة العمدية ("Department Corregimientos")، وهو خليط بين البلدية والعمدية.
| الرقم على الخريطة | الإدارة            | العاصمة                |
| ----------------- | ------------------ | ---------------------- |
| -                 | بوغوتا             | -                      |
| 01                | إدارة أمازوناس     | ليتيسيا                |
| 02                | إدارة أنتيوكيا     | ميديلين                |
| 03                | إدارة أروكا        | أروكا                  |
| 04                | إدارة أتلانتيكو    | بارانكيا               |
| 05                | إدارة بوليفار      | قرطاجنة                |
| 06                | إدارة بوياكا       | تونخا                  |
| 07                | إدارة كالداس       | مانيزاليس              |
| 08                | إدارة كاكيتا       | فلورنسيا               |
| 09                | إدارة كاساناره     | يوبال                  |
| 10                | إدارة كاوكا        | بوبايان                |
| 11                | إدارة سيزار        | فاليدوبار              |
| 12                | إدارة تشوكو        | كيبدو                  |
| 13                | إدارة قرطبة        | مونتيريا               |
| 14                | إدارة كونديناماركا | بوغوتا                 |
| 15                | إدارة غوانيا       | إنيريدا                |
| 16                | إدارة غوافياري     | سان خوسيه ديل غوافياري |

| الرقم على الخريطة | الإدارة                  | العاصمة                |
| ----------------- | ------------------------ | ---------------------- |
| 17                | إدارة هويلا              | نيفا                   |
| 18                | إدارة لا غواخيرا         | ريوهاتشا               |
| 19                | إدارة ماجدالينا          | سانتا مارتا (كولومبيا) |
| 20                | إدارة ميتا               | فيلافيسنسيو            |
| 21                | إدارة نارينيو            | باستو                  |
| 22                | إدارة نورتي دي سانتاندير | كوكوتا                 |
| 23                | إدارة بوتومايو           | موكوا                  |
| 24                | إدارة كوينديو            | أرمينيا                |
| 25                | إدارة ريزارالدا          | بيريرا                 |
| 26                | إدارة أرخبيل سان أندريس  | سان أندريس             |
| 27                | إدارة سانتاندر           | بوكارامانغا            |
| 28                | إدارة سوكري              | سينسليخو               |
| 29                | إدارة توليما             | إيباغيه                |
| 30                | إدارة فالي ديل كاوكا     | كالي                   |
| 31                | إدارة فاوبيس             | ميتو                   |
| 32                | إدارة فيتشادا            | بورتو كارينو           |

## الاقتصاد
كولومبيا هي اقتصاد الدخل الأعلى من المتوسط، ورابع أكبر اقتصاد في أميركا اللاتينية.
النفط هو سلعة التصدير الرئيسية في كولومبيا، مما يجعله أكثر من 45٪ من صادرات كولومبيا. ويشكل التصنيع ما يقرب من 12٪ من صادرات كولومبيا، وينمو بمعدل أكثر من 10٪ سنوياً. كولومبيا بها صناعة تكنولوجيا معلومات الأسرع نمواً في العالم، ولها أطول شبكة ألياف بصرية في أمريكا اللاتينية. كما تملك كولومبيا أيضاً واحدة من أكبر صناعات بناء السفن في العالم خارج آسيا.
حلّت كولومبيا في المرتبة 66 في مؤشر الابتكار العالمي عام 2023، وتقدّمت للمركز 61 في مؤشر عام 2024.

## السياحة في كولومبيا

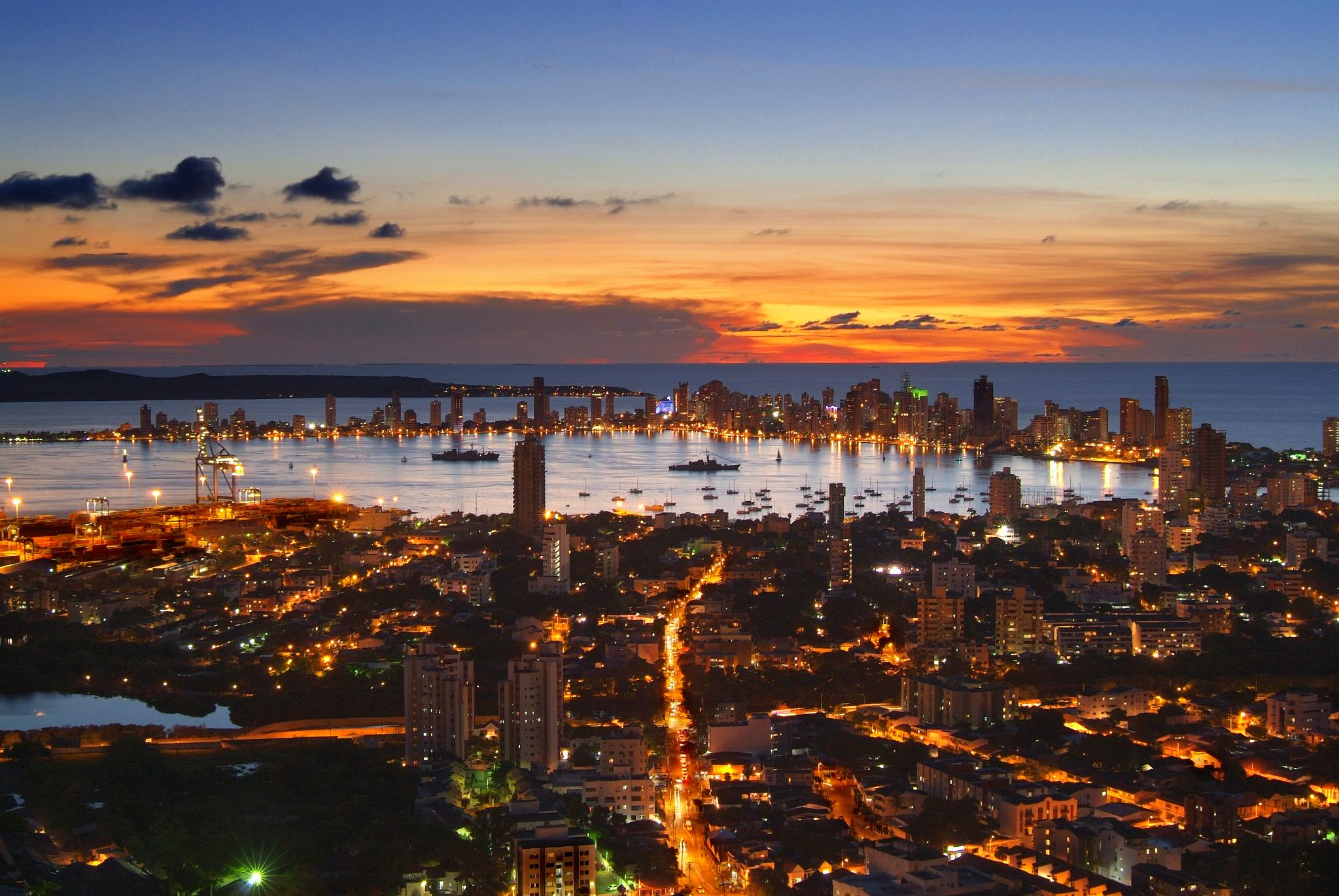
كارتاخينا دي إندياس
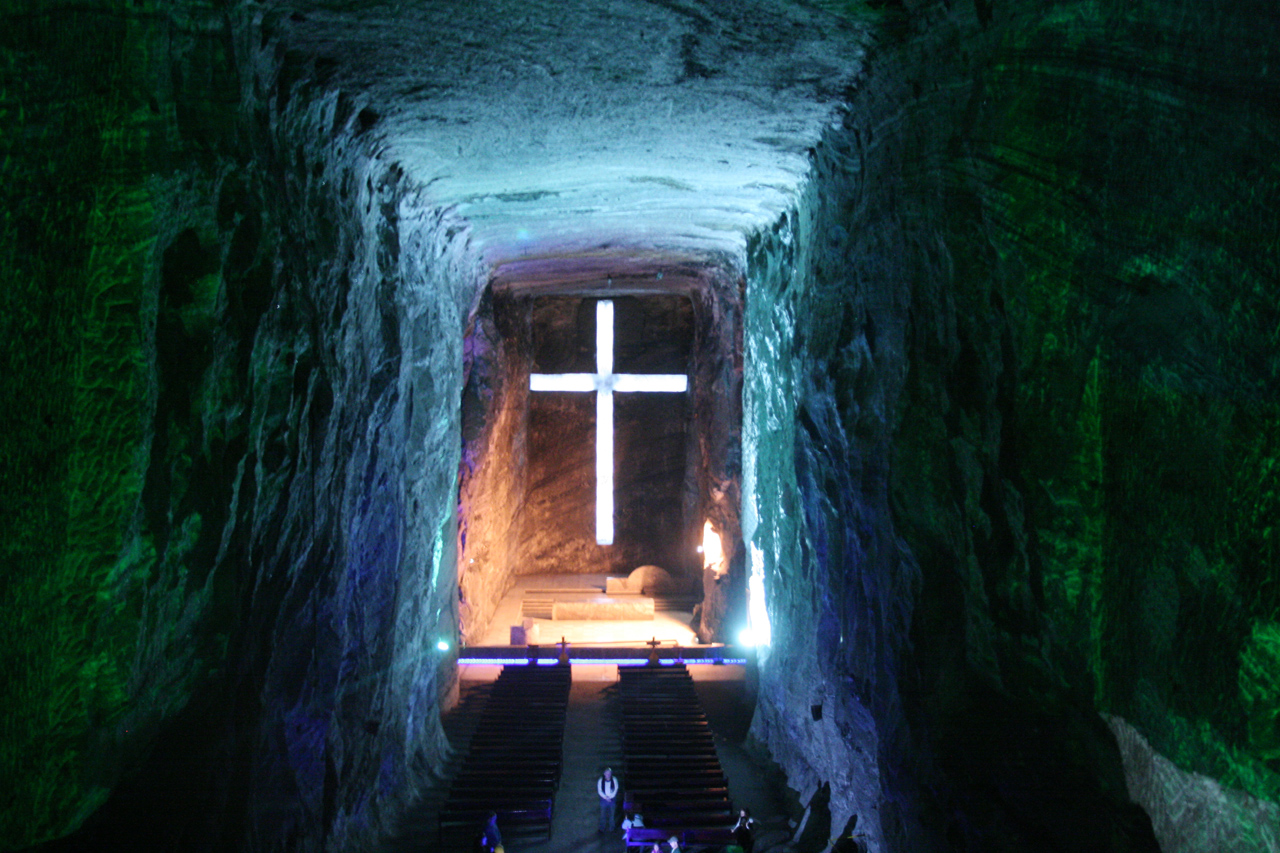
كاتدرائية الملح
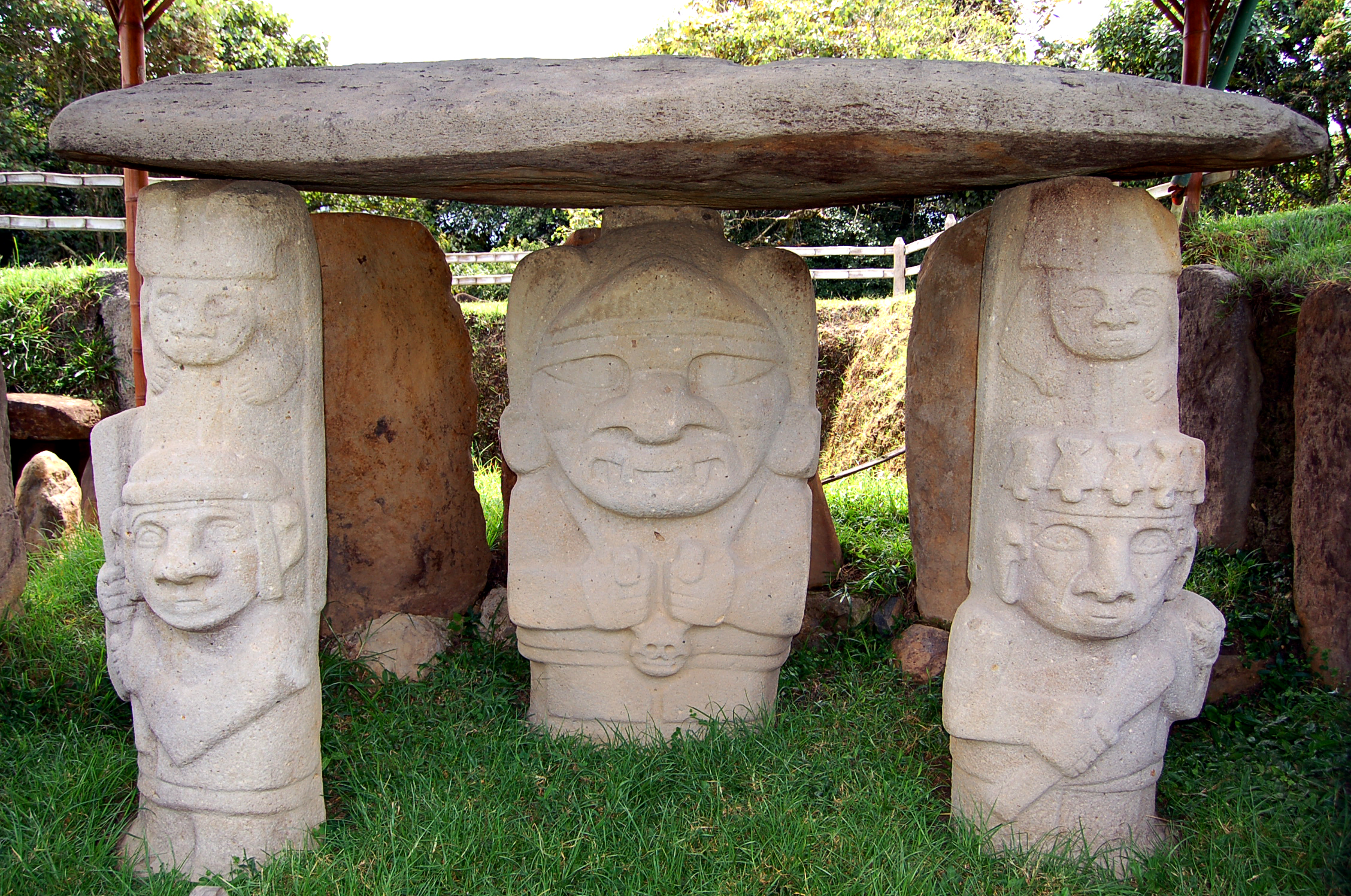
سان أوغستين
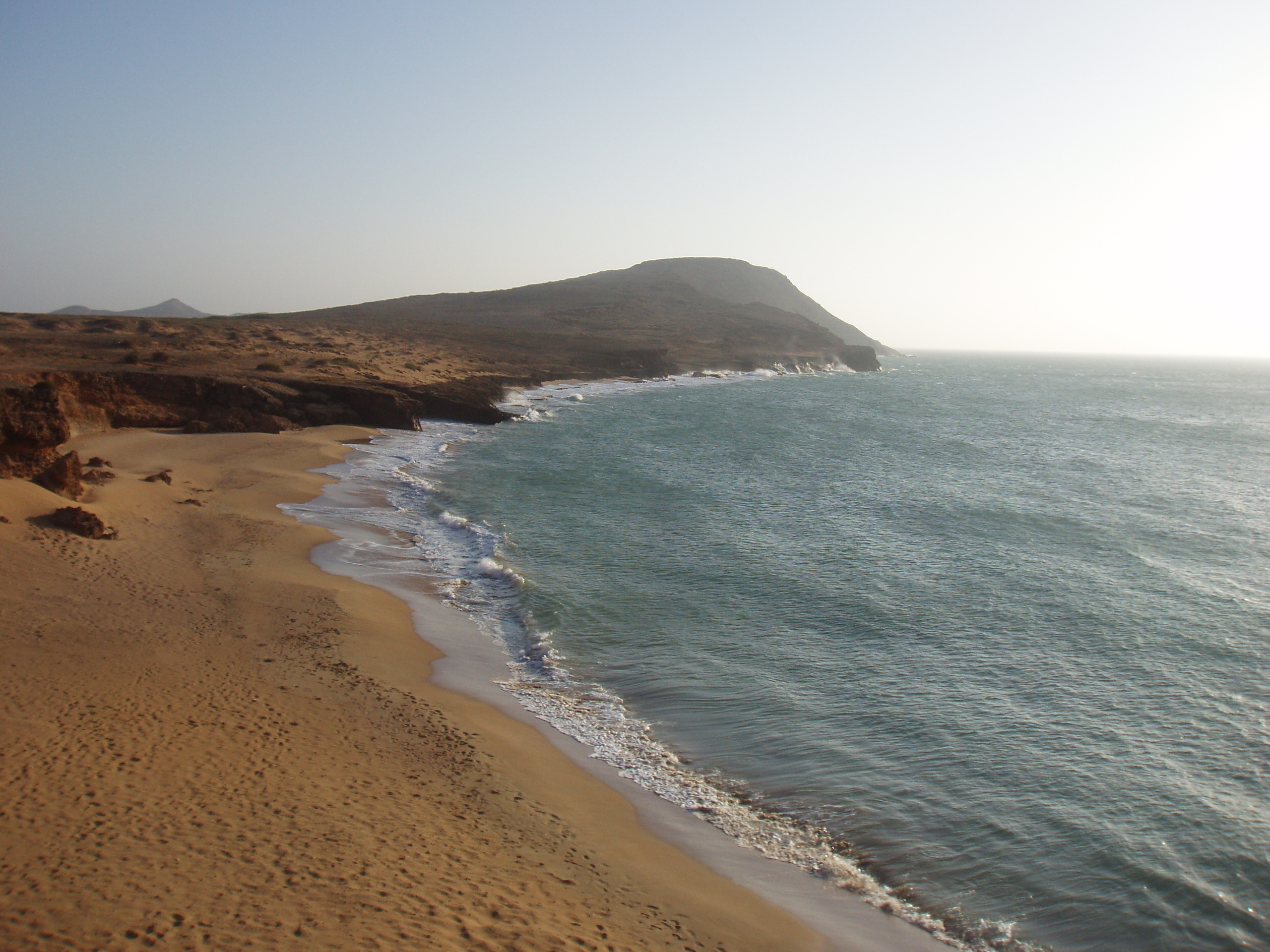
ضوء الليل
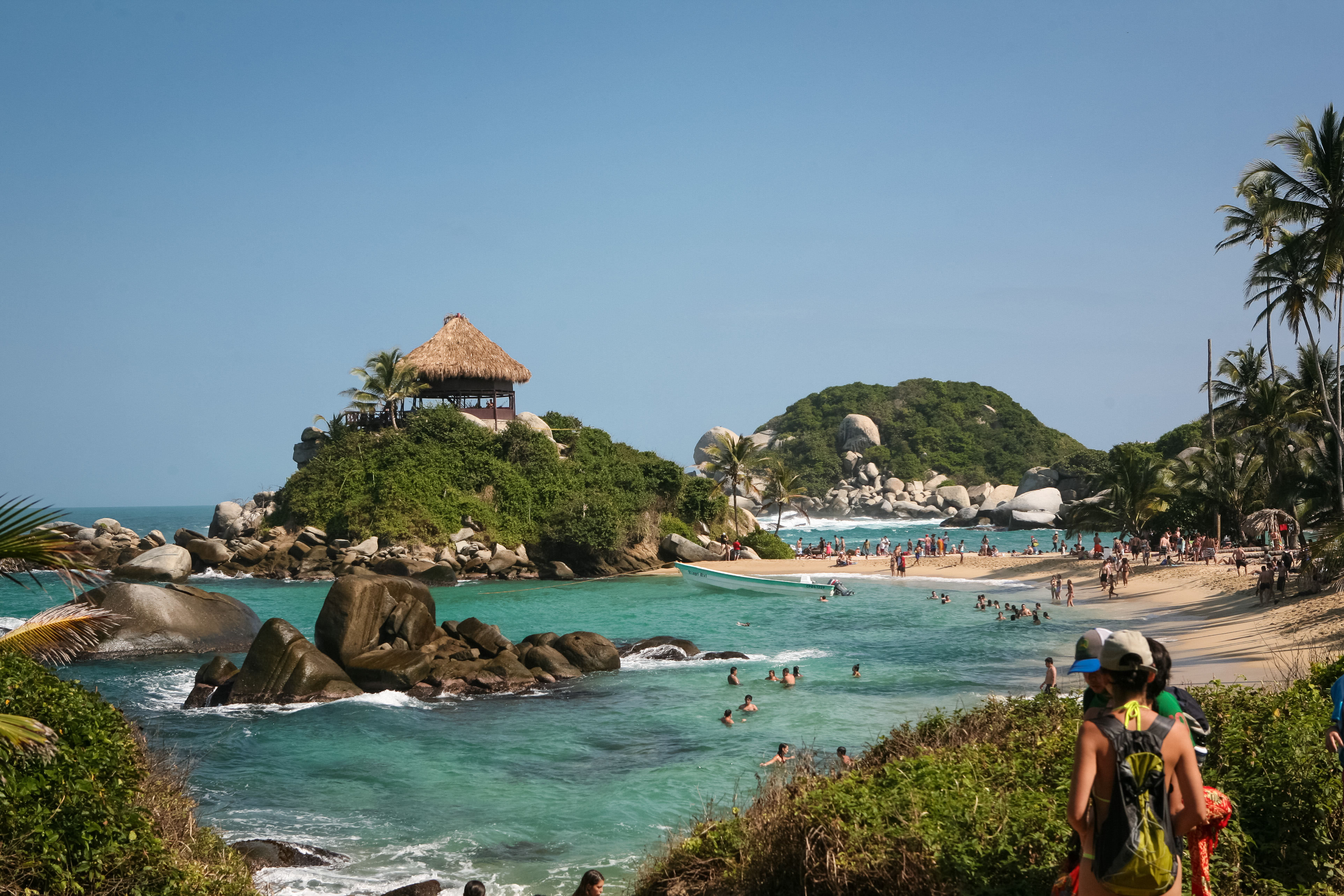
كابو سان خوان
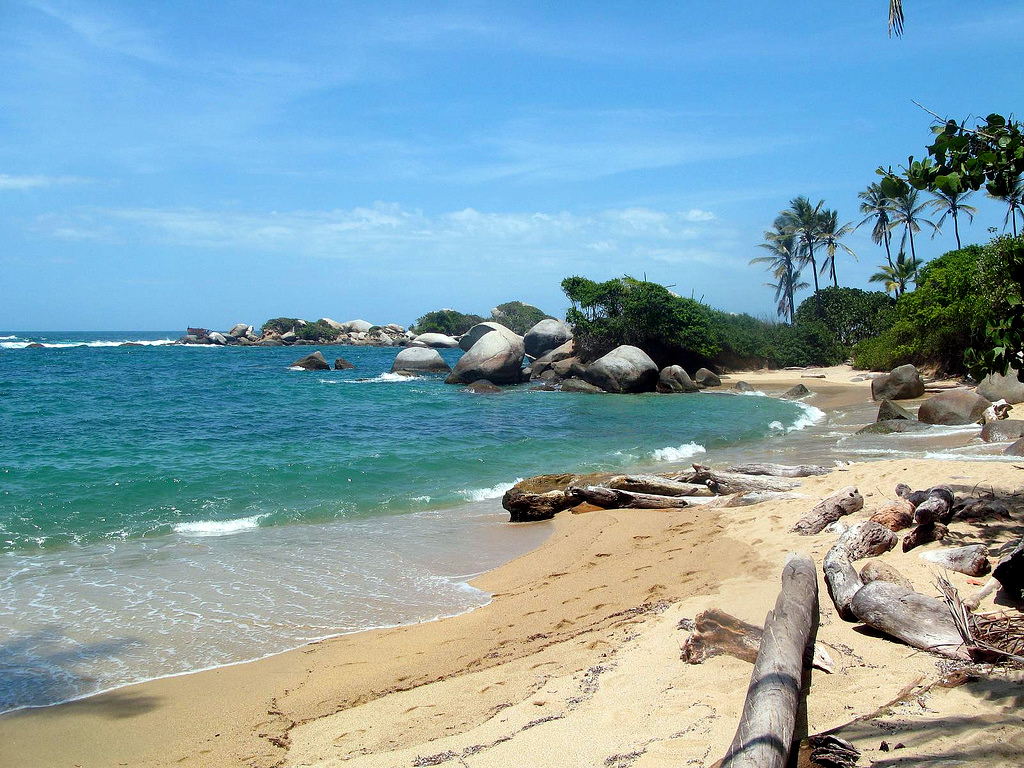
باركي تيرونا
أفواه رماد
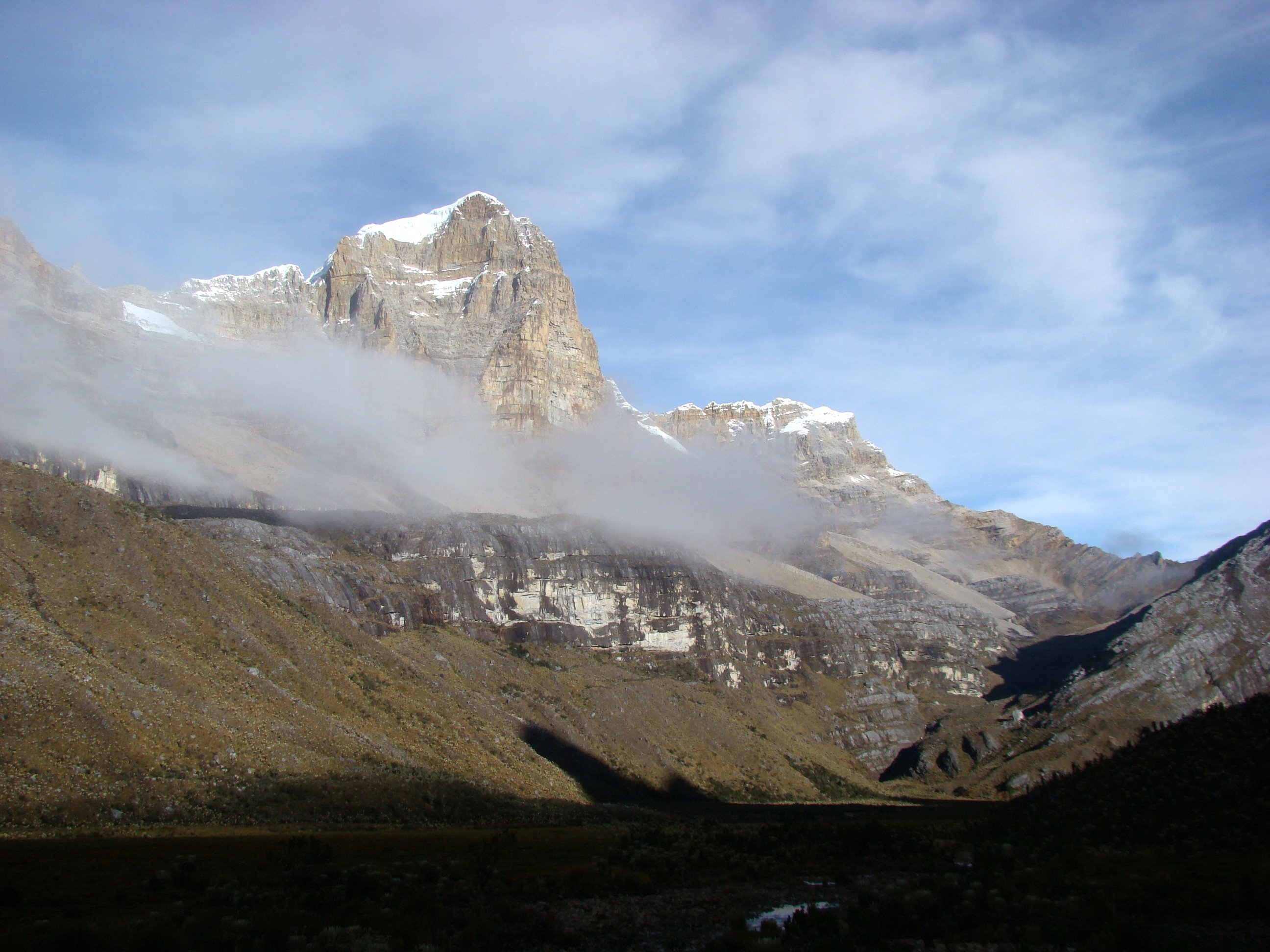
سييرا نيفادا ديل كوكوي
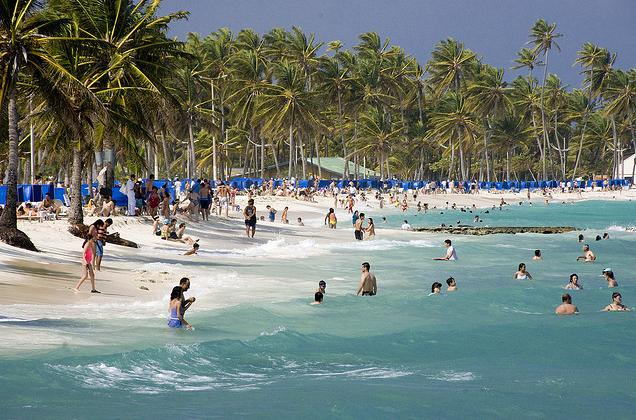
سان أندريس وبروفيدنسيا
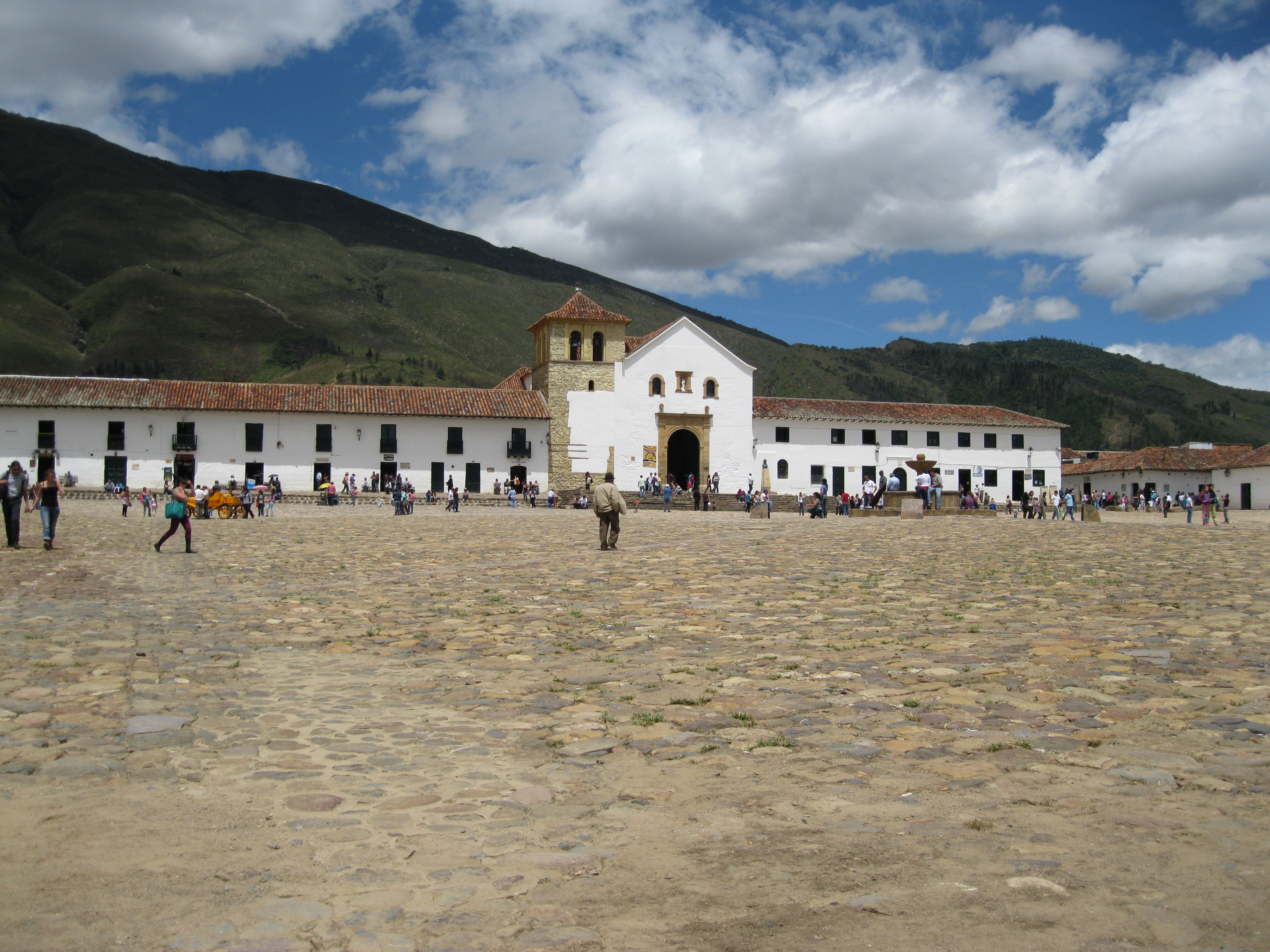
فيلا دي ليفا
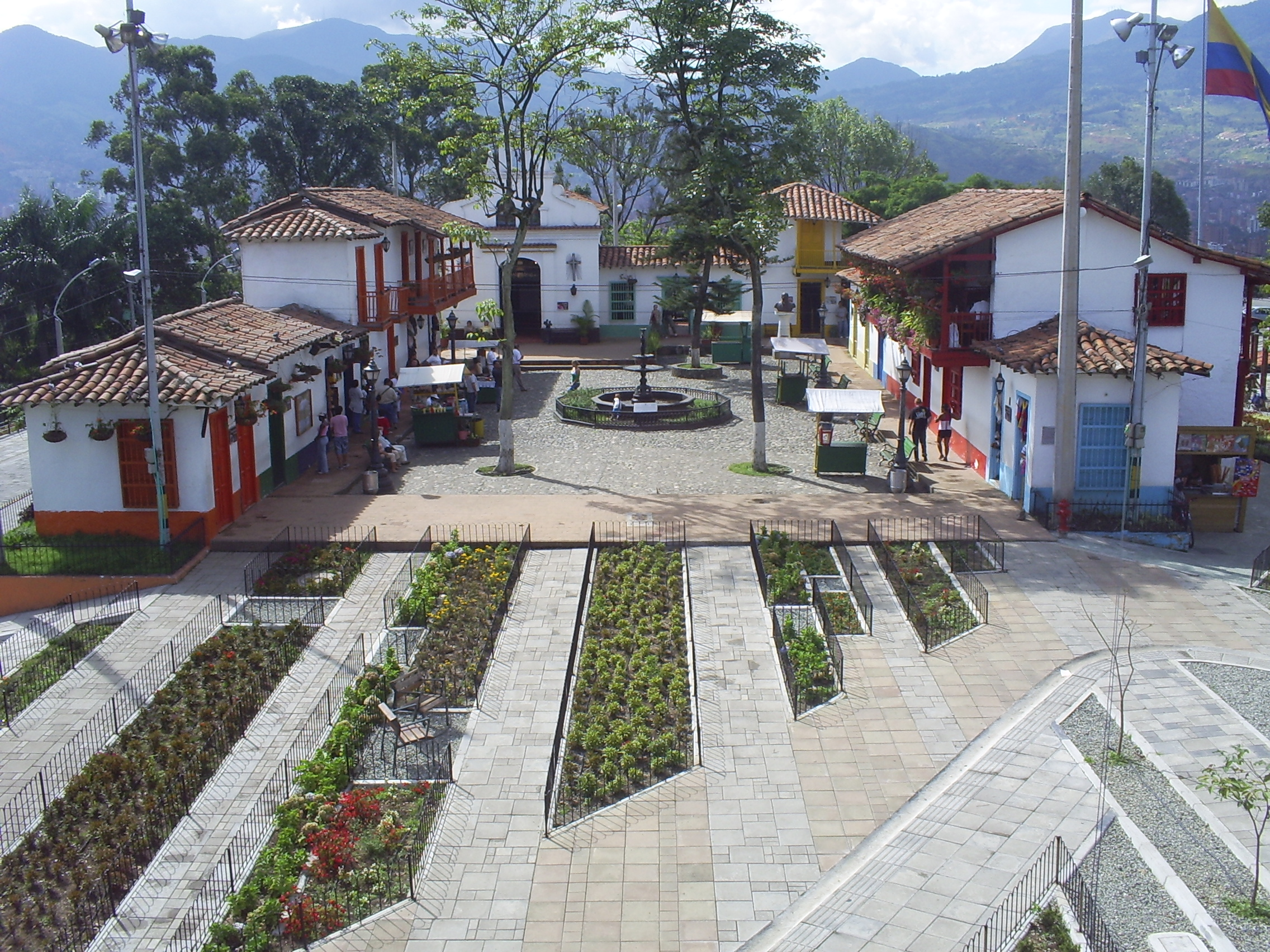
بابليتو بيزة
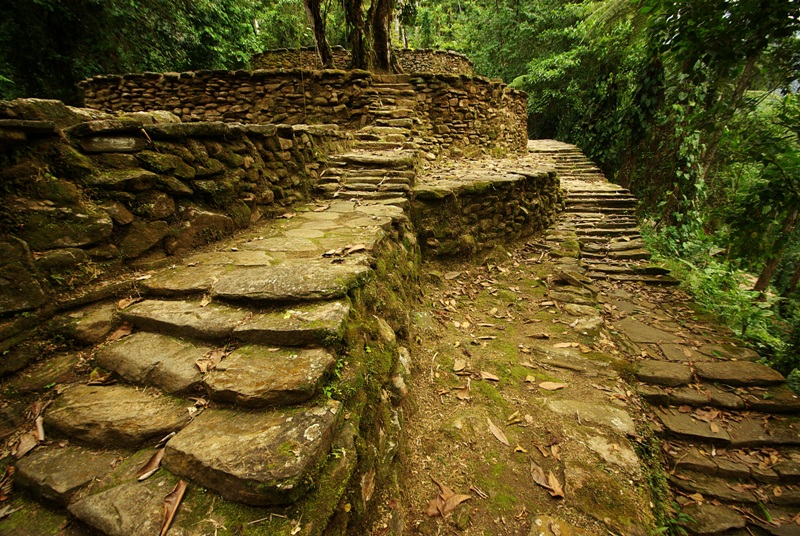
المدينة المفقودة
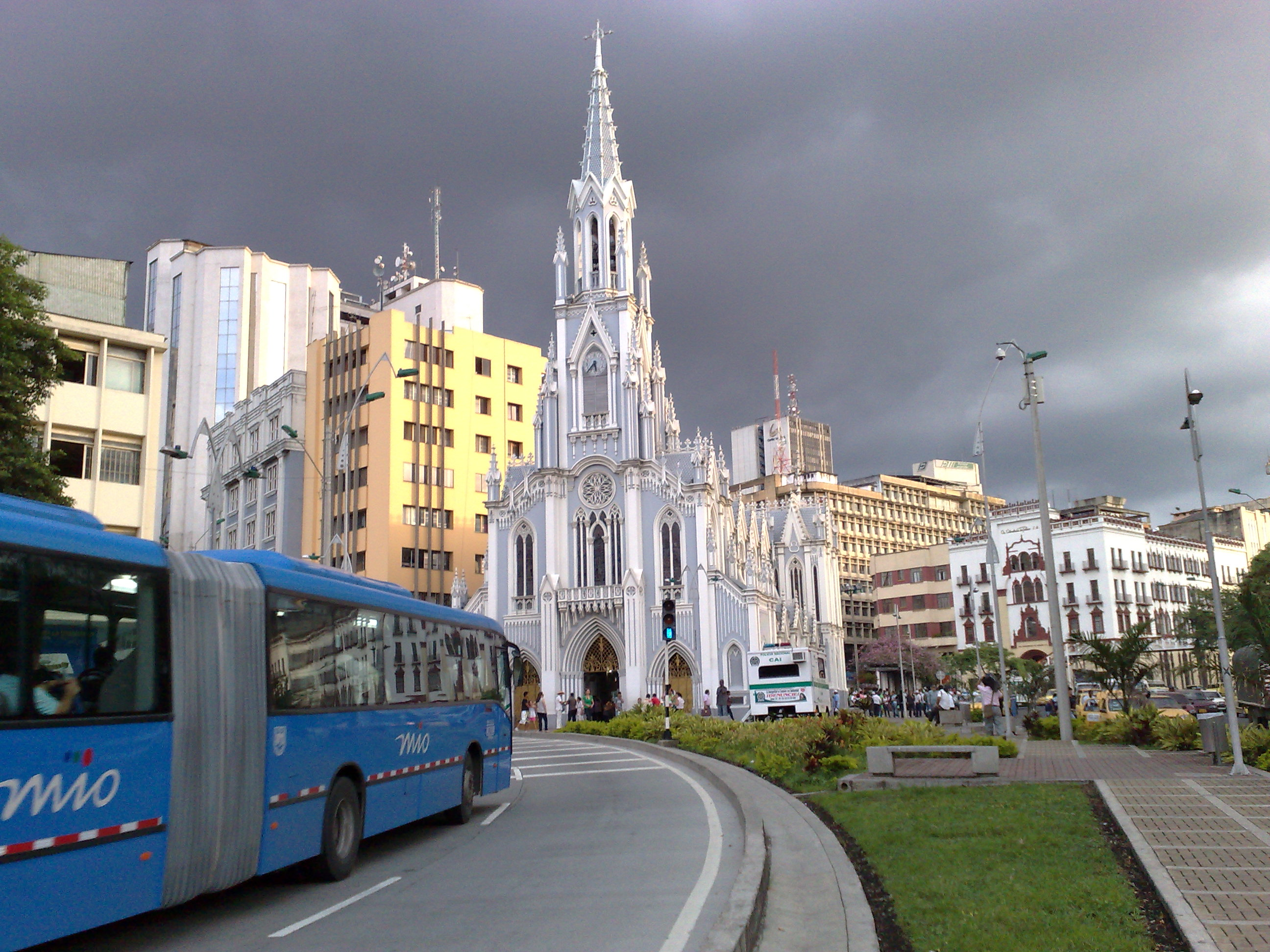
كالي
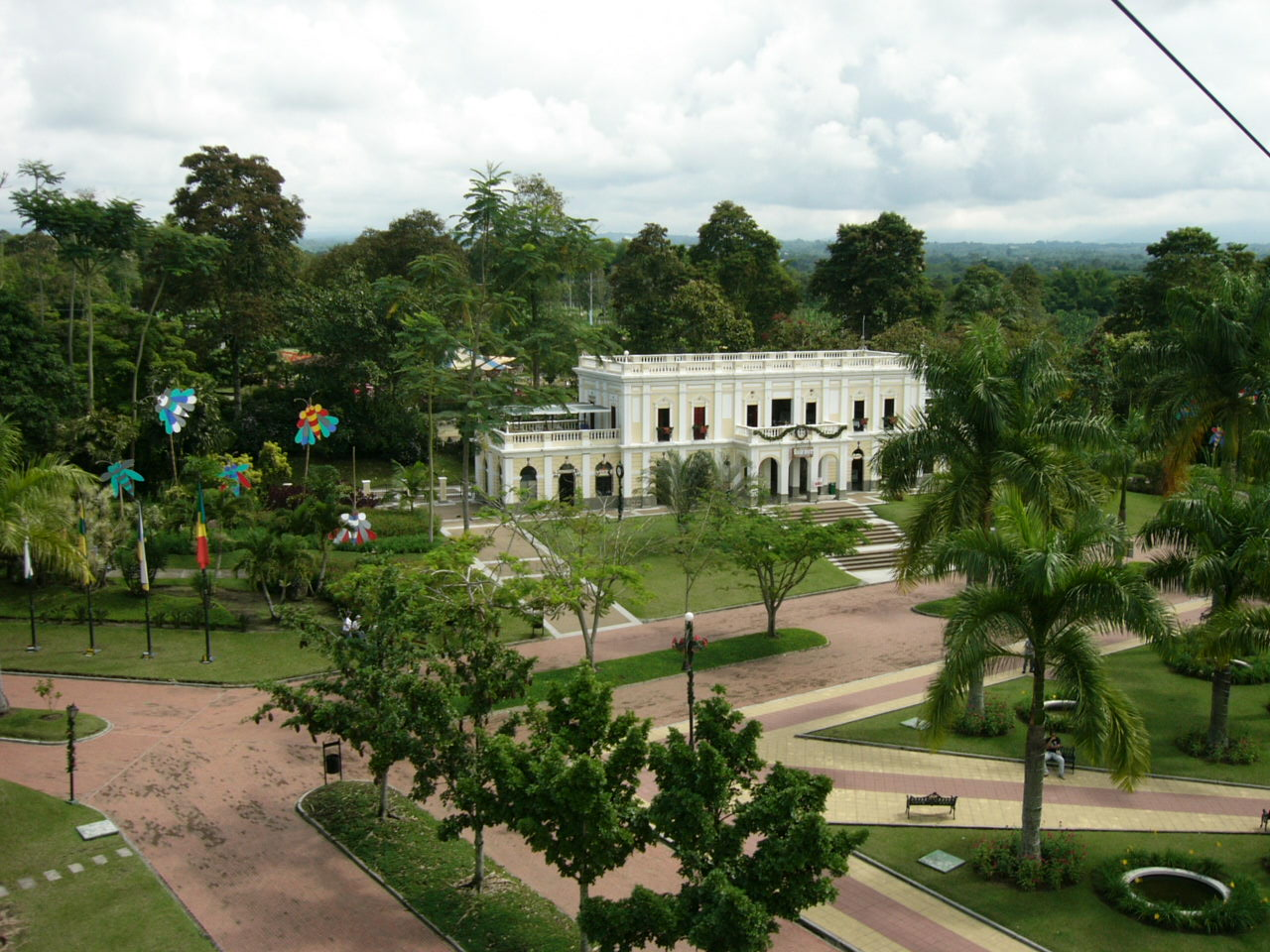
حديقة القهوة
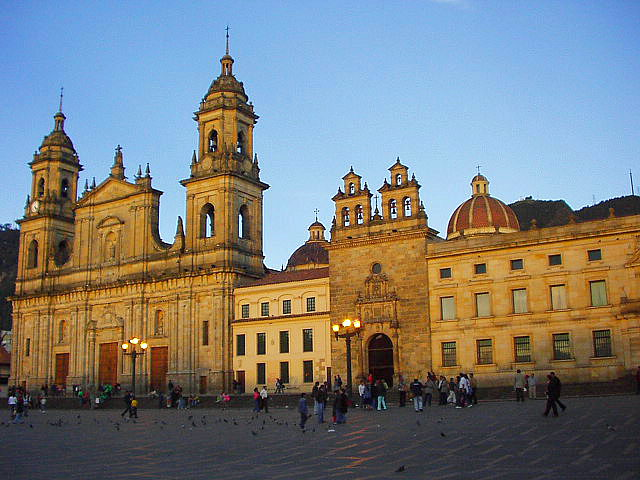
بوغوتا
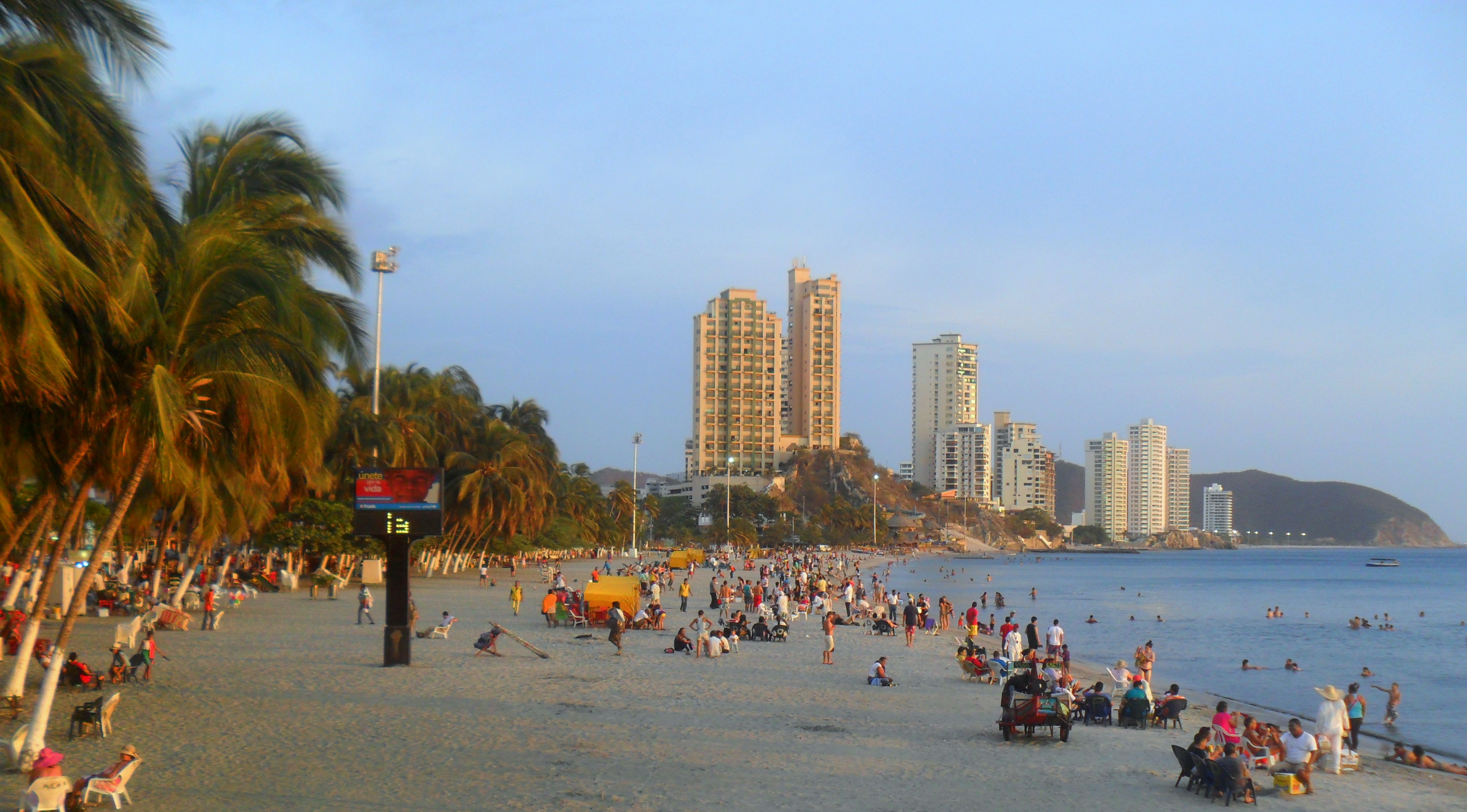
سانتا مارتا
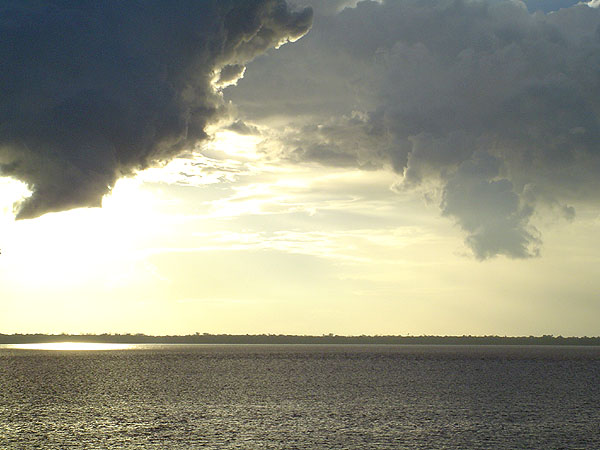
منطقة الأمازون
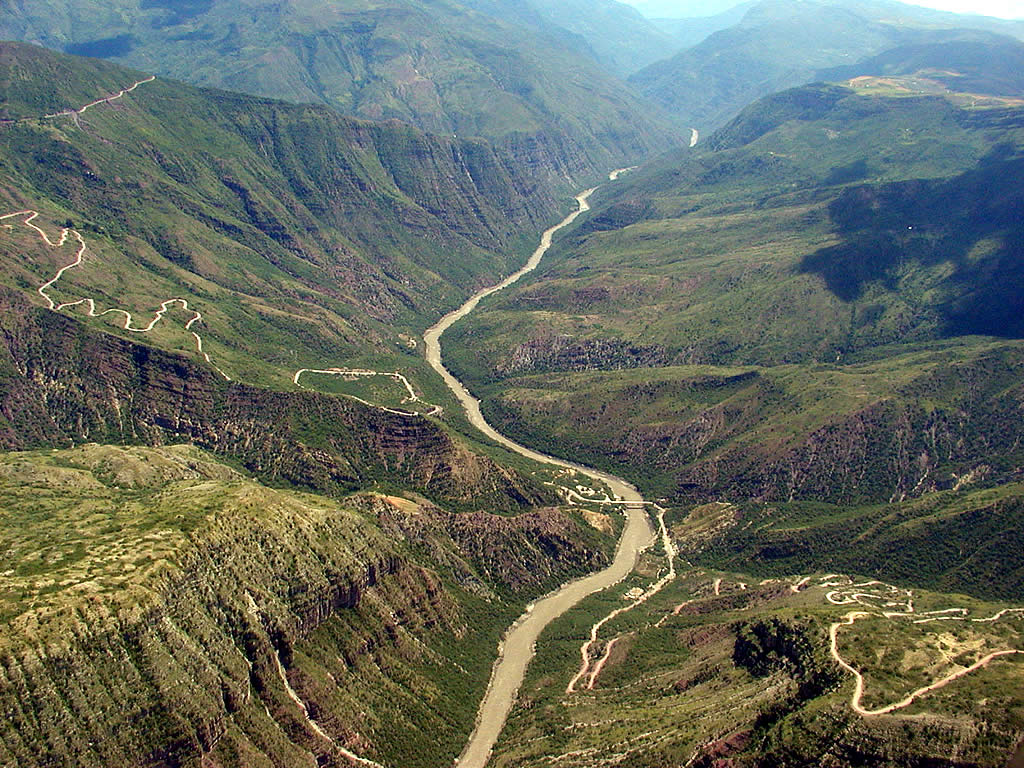
كانيون تشيكاموتشا
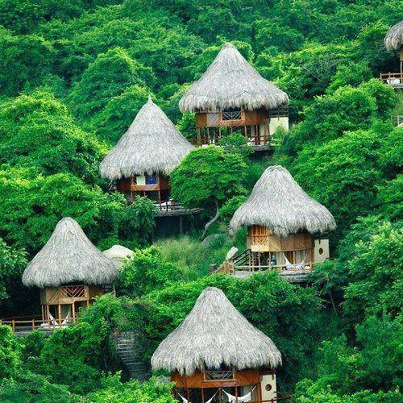
منازل السكان الأصليين
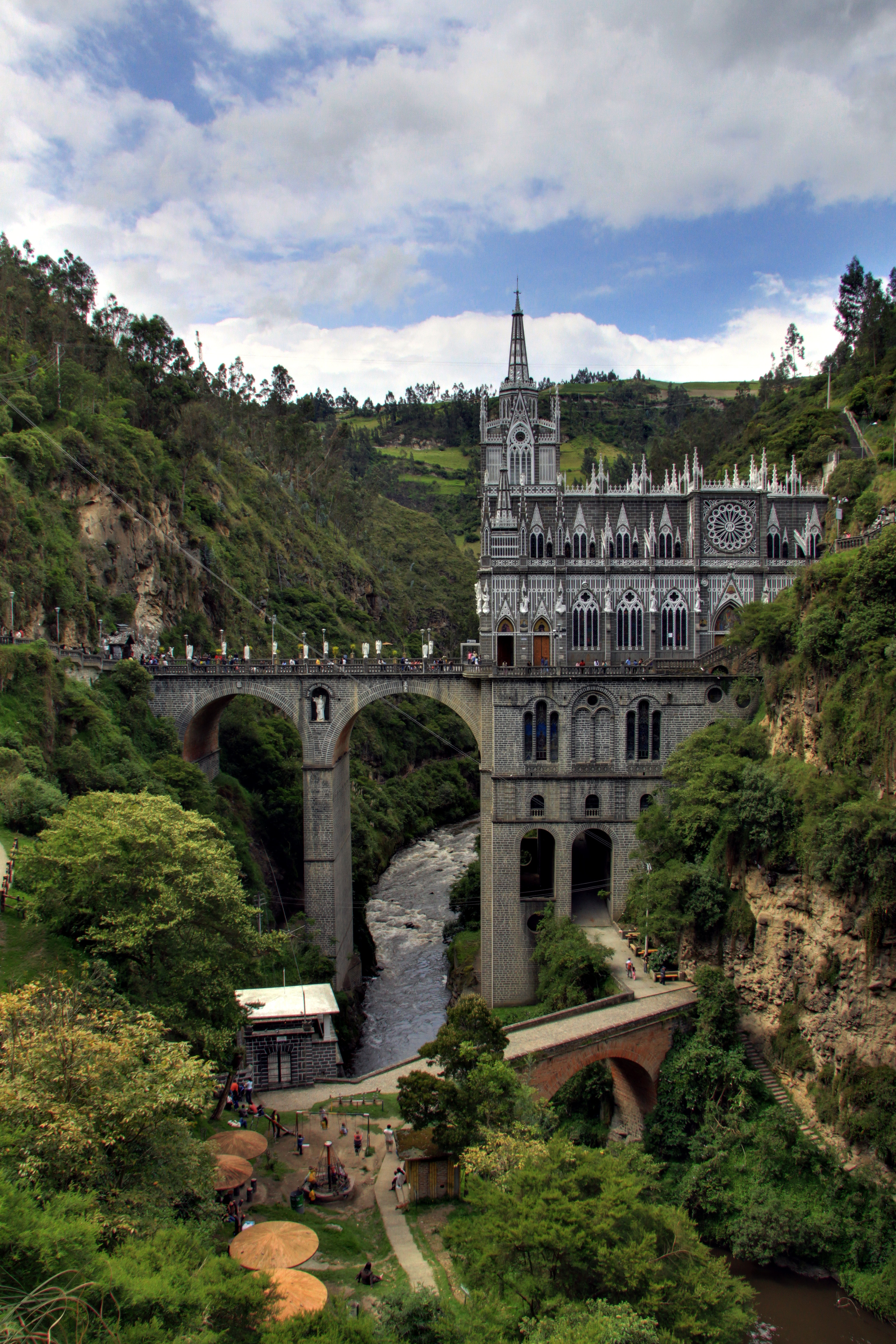
لاخاس
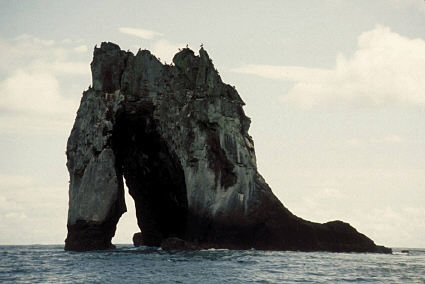
جزيرة جورجونا
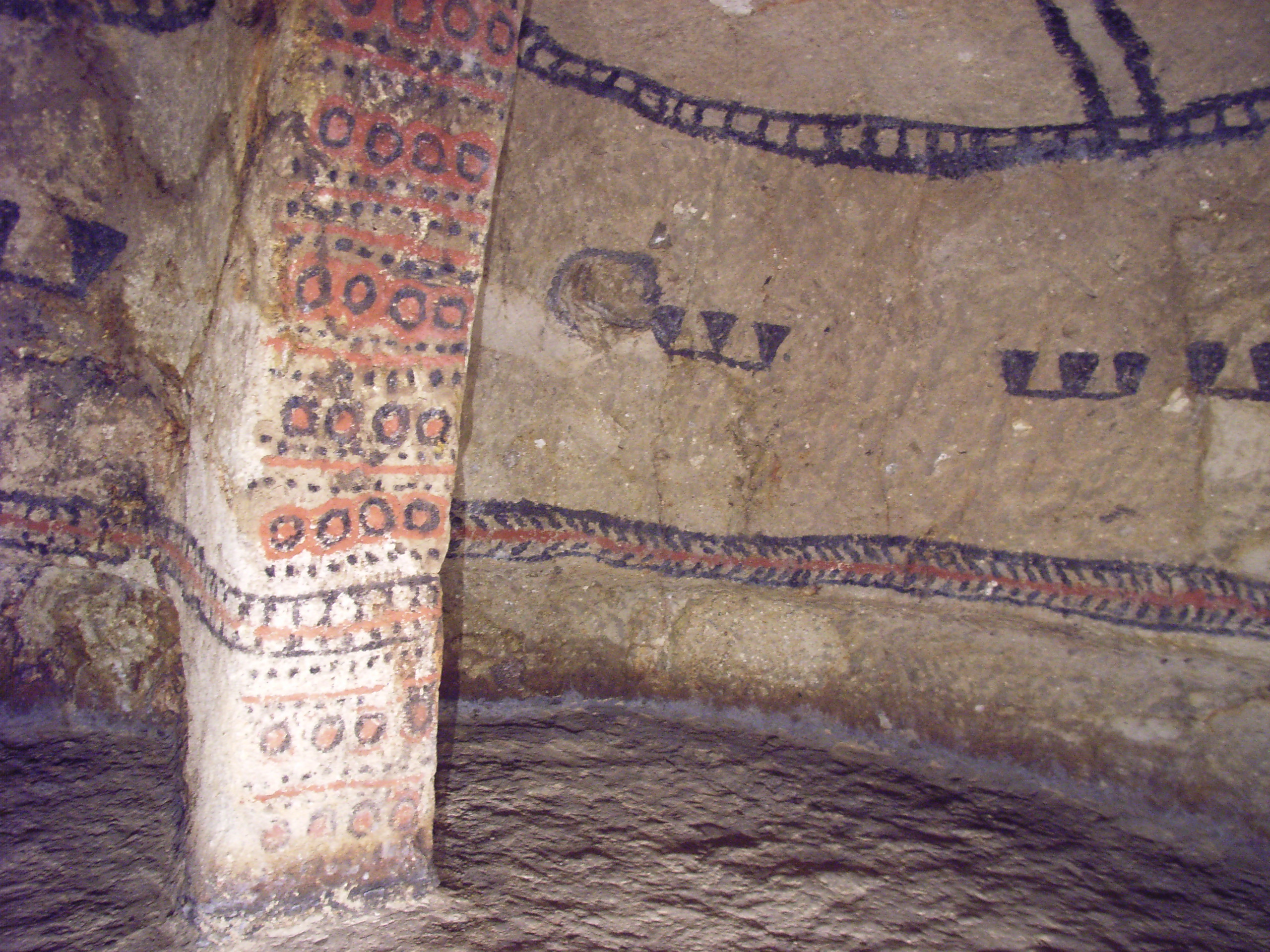
الداخلية
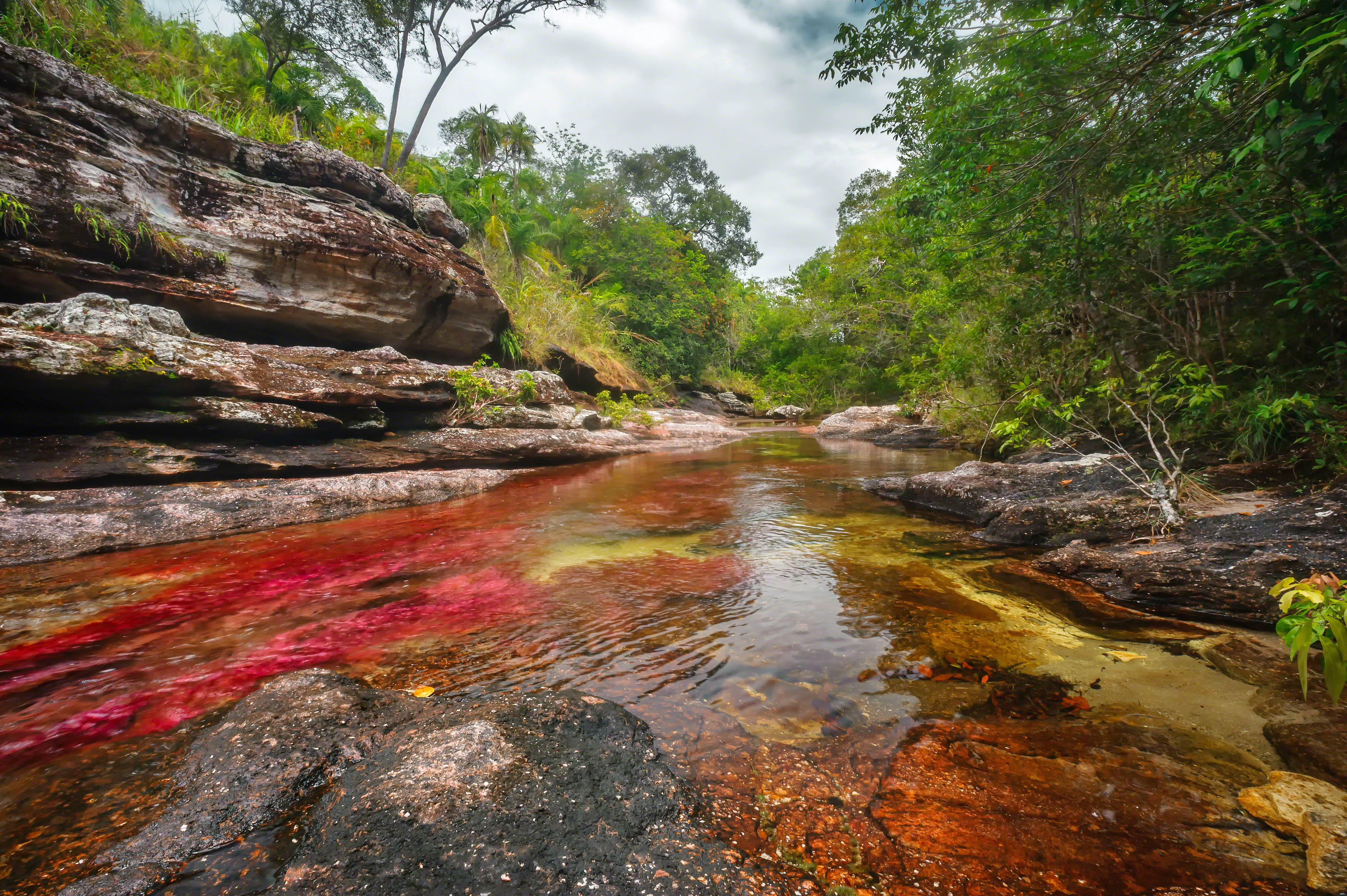
كرايستاليس كانيو

تعمل كولومبيا دائماً من أجل جذب المزيد من السياح وهذا ما تحقق بالفعل ففي خلال السنوات الأخيرة، بناءً على ما قالته منظمة السياحة العالمية فإن كولومبيا حققت زيادة في نسبة عدد السياح الوافدين عليها حيث أخذت الترتيب الثالث بين دول أمريكا الجنوبية .
السياحة في كولومبيا  ' قطاع هام في اقتصاد البلاد. كولومبيا قد الجذب الرئيسية كوجهة سياحية، مثل كارتاخينا، كولومبيا | قرطاجنة ومحيطها التاريخي، الذي يتم في اليونسكو قائمة التراث العالمي؛ إدارة الجزر سان أندريس، y وبروفيدنسيا وسانتا كاتالينا؛ وسانتا مارتا والمنطقة المحيطة بها. منطقة القهوة أيضا وجهة شعبية جداً، المناطق المحيطة بها. إلى حد ما في الآونة الأخيرة، بوغوتا، عاصمة البلاد، أصبحت الوجهة السياحية الرئيسية في كولومبيا بسبب متاحفها محسنة ومرافق الترفيه وبه تجديدات المناطق الحضرية، بما في ذلك إعادة تأهيل المناطق العامة وتطوير الحدائق وإنشاء شبكة واسعة من طرق الدراجات. مع جغرافيتها جداً الغنية والمتنوعة، التي تشمل غابات الأمازون المطيرة | الأمازون ومناطق الأندية، أمريكا الجنوبية | يانوس، منطقة البحر الكاريبي في كولومبيا | منطقة البحر الكاريبي ومنطقة المحيط الهادئ في كولومبيا | سواحل المحيط الهادئ، الصحارى من لوس أنجليس غواخيرا، وفي التنوع البيولوجي الفريد، كولومبيا أيضا إمكانات كبرى ل السياحة.

## التعليم في كولومبيا
يتقن حوالي 91% من البالغين في شعب كولومبيا القراءة والكتابة وذلك طبقًا لتقديرات الحكومة الكولومبية.
لقد جعلت الحكومة التعليم إلزاميًا على جميع الأطفال الذين تتراوح أعمارهم بين السابعة والحادية عشرة. لكن كثيرًا من الأطفال في الريف لا يستطيعون الوفاء بهذا المطلب لأن مدارسهم لا تضم إلا فصلين أو ثلاثة. وتوجد في كولومبيا حوالي 40 جامعة لكن الجامعة الوطنية في بوجوتا هي أكبر الجامعات.
ويشمل التعليم في كولومبيا مدرسة حضانة، المدارس الابتدائية، الثانوية، التعليم التقني وقائمة الجامعات في كولومبيا جامعة التعليم.
وتضم المدرسة الابتدائية 5 سنوات تعليم النظامي. عادة ما تكون انتساب الأطفال في الصف 1، في سن الخامسة. حضور صافي الالتحاق الأولية (النسبة المئوية للفئة العمرية ذات الصلة) المدرسة الابتدائية (الأولية) في عام 2001 بلغت 89.5 في المائة. في بعض المناطق الريفية، معلمين مؤهلين تأهيلاً ضعيفا وانخفاض معدلات مرتفعة. في المناطق الحضرية، ومن ناحية أخرى، المعلمين، عموما جيدة الإعداد ودراية بمهنتهم. [بحاجة لمصدر]
ومع ذلك وضعت كولومبيا طريقة التدريس، والمعروفة باسم جديد أو «المدرسة الجديدة». الأسلوب الذي يحول نموذج التعلم التقليدية حيث أن المعلم هو واحد فقط الحديث ونقل المعلومات في الفصول دراسية. والفكرة أن يتم وضع الطلاب في مركز عملية التعلم في المجتمعات الريفية. عقود بعد ووضعت النموذج الأولى في عام 1975، مدرسة جديدة تلقي بما فيها الدعم المالي من الحكومة الكولومبية، واليونسكو، والبنك الدولي، وتم تنفيذه في السياسة التعليمية الوطنية في كولومبيا في أواخر الثمانينات. عام 1988، أعلنت اليونسكو أن كولومبيا هي البلد الوحيد في أمريكا اللاتينية ومنطقة البحر الكاريبي حيث تفوقت المدارس الريفية المدارس الحضرية بسبب الأسلوب الجديد في المدرسة. بين عامي 2007 و 2009، يدرس البرنامج 000 700 من الأطفال في كولومبيا، والطراز وينفذ الآن في المدارس 20,000 عبر البلاد. الآن توسعت المدرسة الجديدة دوليا إلى 17 بلدا، بما في ذلك البرازيل والفلبين والهند، ويستفيد منها أكثر من 5 ملايين طفل.
وينقسم التعليم الثانوي والرابع في التعليم الثانوي الأساسي (الصفوف من 6 إلى 9) ومنتصف الثانوية (الصفوف 10 و 11). ويقدم التعليم الثانوي منتصف (وعادة ما تبدأ في سن 15 أو 16) كثيرة مختلفة «المسارات»، وكلها تؤدي إلى المناهج الخاصة بهم لمدة سنتين بعد «بكالوريوس». خارج المنهج الأكاديمي المعتاد (المدرسة الثانوية أكاديميكوي)، يمكن متابعة الطلاب واحد من المسارات التقنية التالية (البكالوريا يا التكنولوجيا en أبليكادو): المسار الصناعي (المدارس الصناعية)، والمسار التجاري (الأردنية التجارية)، تتبع التربوية (التعليم الثانوي)، وتعقب الزراعية (المدرسة الثانوية الزراعية)، مسار النهوض الاجتماعي (المدرسة الثانوية بروموسيونيو الاجتماعية).
مطلوب «البكالوريوس» للاستمرار في التعليم العالي الأكاديمية أو المهنية. ومع ذلك، يمكن كما نرحب بمؤسسات التعليم العالي التقني والمهني الطلاب مع «مؤهل في الفنون والأعمال». يمنح هذا المؤهل بنهر السين بعد سنتين المنهج الدراسي.
التعليم الجامعي، ينقسم إلى درجة وكيل الدراسات العليا والدرجات العليا وينظمها القانون 30 لعام 1992. معظم الشهادات الجامعية 5 سنوات طويلة. تشكيل التقنية يستمر عادة من 3 سنوات. ويشمل التعليم الجامعي التخصصات، والماجستير وبرامج الدكتوراه.

## الثقافة
ثقافة كولومبيا هي نتاج خليط عرقي من السكان الأمريكيون الأصليون والأوروبيون خصوصاً الإسبان بالإضافة إلى الأفارقة وبعض المهاجرون العرب وكان نتيجة هذا الخليط بلد متعدد الأعراق مع ثقافات وميزات مختلفة وفقا لكل منطقة الدين يأخذ جانباً مهماً في تحديد الهوية الثقافية للبلد 95٪ من السكان هم من الكاثوليك.

### الفن
أسهمت الحضارات الهندية المتقدمة في إيجاد بواكير الأعمال الفنية في كولومبيا منذ مئات السنين. وما تزال التماثيل الحجرية العملاقة لآلهة الهنود منتصبة عالية في جبال الأنديز في جنوب كولومبيا. ويعرض متحف الذهب في بوجوتا مجوهرات نفيسة، وتماثيل صغيرة، وأشياء جميلة أخرى صُنعت يدويًا من قبل الصاغة الهنود.
بعد وصول المستعمرين الأسبان إلى كولومبيا أغفل الناس تدريجيًا التقاليد الفنية الهندية. ولقد كانت الفنون في كولومبيا حتى القرن العشرين تعكس إلى حدٍ كبيرٍ الأساليب الأوروبية. وخلال منتصف القرن العشرين اكتسب العديد من الفنانين في كولومبيا اعترافًا عالميًا بأعمالهم المتميزة بالأصالة.
والكولومبيون يقدرون الكتَّأب كثيرًا وخاصة الشعراء منهم. وكثير من المحامين والأساتذة وغيرهم من ذوي الاختصاصات الأخرى يقرضون الشعر في أوقات الفراغ. وقد غدت رواية ماريا (1867 م) من تأليف جورج إسحاق أول عمل في الأدب الكولومبي تنال شهرة في جميع أنحاء أمريكا اللاتينية. وهي قصة عاطفية عن الحب والموت تقع أحداثها في ريف كولومبيا. كما فاز جأبريل خوزيه جارسيا ماركويز، وهو أبرز كاتب في كولومبيا اليوم، بجائزة نوبل للأدب في عام 1982 م. حيث تجمع قصصه عن الحياة في أمريكا اللاتينية بين الخيال والواقع.

### المطابخ
يتضمن مطبخ الكولومبية التقاليد والممارسات من كولومبيا وسواحلها منطقة البحر الكاريبي، ساحل المحيط الهادئ، والجبال، الغاب الطبخ، وranchlands. مطبخ الكولومبية يختلف إقليميا ويتأثر السكان الأصليين والإسبانية والأفريقية والعربية وبعض التأثيرات الآسيوية. القهوة الكولومبية تشتهر لجودتها العالية.

### الرياضة
من أكثر الرياضات التي تمارس في كولومبيا، التزحلق على الجليد وكرة القدم الرياضة الأكثر شعبية في كولومبيا، وهناك العديد من اللاعبين الكولمبيين المشهورين مثل كارلوس فالديراما ورينيه هيجيتا وراداميل فالكاو وجيمس رودريغيز.

### موسيقى
أشهر فنانينيها الموسيقيين شاكيرا التي تشتهر بغناء الروك والجاز.و خوان لويس لوندنو المعروف ب «مالوما» من أشهر فنانين كولومبيا وهو مغني ومؤلف وملحن اغاني وممثل واشتهر بموسيقى الريجاتون ورقصة الزومبا التي اشتهرت على يد بيتو.

## حكومة والسياسة
كولومبيا هي جمهورية رئاسية ديمقراطية تمثيلية، وتنقسم الحكومة إلى ثلاثة فروع: التنفيذية، والتشريعية والقضائية
رئيس السلطة التنفيذية هو رئيس كولومبيا الذي يشغل منصب رئيس الدولة ورئيس الحكومة، يليه نائب الرئيس ومجلس الوزراء. يتم انتخاب الرئيس بالاقتراع الشعبي لمدة أربع سنوات ويقتصر حاليا كحد أقصى لفترتين.
الفرع التشريعي للحكومة يتكون من مجلس الشيوخ ومجلس النواب. ويتم انتخاب ممثلي كل جماعات المنطقة والأقليات يتم انتخاب أعضاء مجلسي الشيوخ والنواب قبل شهرين على الرئيس، وأيضا عن طريق التصويت الشعبي ولخدمة أربع سنوات على مستوى المقاطعات، ويمثل السلطة التشريعية من قبل جمعيات الإدارة والمجالس البلدية. وتعقد جميع الانتخابات الإقليمية عام واحد وخمسة أشهر بعد الانتخابات الرئاسية. يرأس السلطة القضائية المحكمة العليا، التي تتألف من 23 قاضيا مقسمة إلى ثلاث دوائر المدنية والجنائية والعمل والإصلاح الزراعي.

### حرب الأهلية
هنالك سلسلة متصلة من الحروب الأهلية المستعرة في كولومبيا منذ انحلال كولومبيا الكبرى عام 1830.

### الجريمة في كولومبيا
تعد كولومبيا من الدول الأكثر خطرا في العالم من الناحية الأمنية، حيث بلغت نسبة جرائم القتل لعام 2012 أرقام خيالية بلغت 14 ألف جريمة قتل وهو ما يشكل 31 حالة لكل مئة ألف نسمة مسجلة لدى السلطات الأمنية، إلا أن هذا الرقم قد يكون أكثر بكثير من الواقع حيث أن العديد من جرائم القتل لا يتم إبلاغ السلطات عنها فيما يعرف بحروب المخدرات والتصفيات بين تجار المخدرات حيث يموت الآلاف سنويا، وقامت السلطات الحكومية بعمل حوار سياسي مع القوات المسلحة الثورية فارك يهدف إلى التوصل لحلول حقيقية لإيقاف عمليات العنف والقتل المروعة في البلاد، وبحسب الشرطة الوطنية الكولومبية فإن هذا الحوار قد أسهم فعليا في خفض معدل العنف لمستويات قياسية، إلا أن عمليات الخطف المنظمة من أجل الفدية لا زالت تشكل هاجسا قوميا في البلاد التي تعاني من هذه الآفة منذ سنوات، وتحاول الحكومة الكولومبية بسط نفوذها على مناطق زراعة المخدرات لكبح جماح هذه التجارة السبب الرئيسي في عمليات العنف والخطف والجريمة المنظمة ضد المؤسسات والمصالح الحكومية بما في ذلك استهداف أفراد الشرطة والجيش والقضاة وموظفي الدولة بشكل عام مما سبب حالة من الهلع، وتواطأ الكثير منهم مع عناصر فارك والميليشيات المسلحة وتجار المخدرات.

### الحروب العسكرية
الحلقة الحالية من الحروب أطرافها الأربع هم:
- المنظمات الثورية: القوات المسلحة الثورية الكولومبية (فارك FARC) وجيش التحرير الوطني (ELN).
- ميليشيات الموت وعلى رأسها اتحادات الدفاع الذاتي بكولومبيا (AUC).
- عصابات الكوكايين (الاحتكارية) بمدينة ميدلين.
- الحكومة: وهي متهمة بتلقي الدعم من عصابات الكوكايين وبدعم الميليشيات.

## اقرأ أيضا
- كانيو كريستيلز

## المصدر
- الأقليات المسلمة في الأمريكتين والبحر الكاريبي - سيد عبد المجيد بكر